# Marilyn Monroe
Vous lisez un « bon article » labellisé en 2009.
Pour les articles homonymes, voir Monroe, Mortensen, Mortenson et Baker.
Marilyn Monroe ([ˈmɛəɹɪlɪn mənˈɹoʊ]), née Norma Jeane Baker (ou Mortenson) le 1er juin 1926 à Los Angeles et morte le 4 août 1962 dans cette même ville est une actrice, mannequin et chanteuse américaine.
Se destinant initialement au mannequinat, Norma Jeane Baker est repérée par l'acteur Ben Lyon qui lui fait passer une audition, et signe son premier contrat d'actrice en août 1946 avec la 20th Century Fox. Au début des années 1950, elle accède au statut de star hollywoodienne et de sex-symbol. Ses grands succès au cinéma sont notamment ses rôles dans les films Les hommes préfèrent les blondes (1953), Sept Ans de réflexion (1955) ou encore Certains l'aiment chaud (1959), pour lequel elle reçoit le Golden Globe de la meilleure actrice dans une comédie en 1960.
En dépit de sa grande notoriété, la carrière de Marilyn Monroe la laisse insatisfaite et sa vie privée, instable, est parsemée d'incertitudes. Mariée à trois reprises, elle connaîtra notamment deux mariages ratés avec la star du baseball Joe DiMaggio et l'écrivain Arthur Miller.
Le 4 août 1962, Marilyn Monroe meurt à l'âge de 36 ans à son domicile, des suites d'une overdose de barbituriques. Sa mort a été considérée comme un suicide probable.
Star parmi les plus populaires d'Hollywood dans les années 1950 et au début des années 1960, Marilyn Monroe était une actrice de premier plan pendant la décennie précédente. Elle reste, après sa mort, une icône de la culture populaire mondiale et contemporaine, suscitant de nombreux films, ouvrages littéraires, peintures, etc. Le roman le plus célèbre la concernant est Blonde de l'écrivaine Joyce Carol Oates, publié au début des années 2000.
Son personnage a depuis été joué par d'importantes comédiennes des générations suivantes : Isabelle Adjani, Emmanuelle Seigner, Maggie Civantos, Kelli Garner, voire Michelle Williams et Ana de Armas, qui toutes deux ont reçu une nomination à l'Oscar de la meilleure actrice pour leurs interprétations de l'actrice dans leurs films respectifs.

## Biographie

### Ascendance
Parmi les arrière-arrière-grands-parents de Marilyn Monroe, sont George Willis Hogan, né en 1823 dans le Kentucky (fils de Zachariah Hogan et Delilah Marksberry), et Sarah Ann Owen, née en 1823 en Virginie (fille d'Edward Owen). Ils se marient le 11 mars 1843. Ils ont un fils, Tilford Marion Hogan (1851-1933) et une fille, Mary Ann (1844-1930). Tilford Marion Hogan se marie en 1870 avec Charlotte Virginia (Jennie) Nance (1857-?) ; ils vivent dans le Missouri. Ils ont quatre enfants dont Della, deuxième née. Les trois autres enfants sont Dora, Myrtle et William Marion.
Della (1876-1927, fille de Tilford et Jennie) épouse en 1899 un peintre en bâtiment de dix ans plus âgé qu'elle, Otis Elmer Monroe. Ils partent pour le Mexique travailler dans une société de chemins de fer où on lui avait promis un bon salaire, puis reviennent en Californie en 1903, pour un meilleur emploi à la Pacific Electric Railway. En 1902 alors qu'ils sont encore au Mexique, Gladys (mère de Marilyn) voit le jour. En 1905, un autre enfant vient agrandir la famille, Marion (1905-?).
Entre 1903 et 1909, la famille déménage une douzaine de fois, menant une vie précaire et instable. À partir de 1907, la santé d'Otis se dégrade. Hospitalisé en 1908, il meurt en 1909 d'une syphilis neurologique (paralysie générale progressive), contractée à cause des déplorables conditions d’hygiène qu'il avait connues au Mexique où la maladie sévissait de façon épidémique. Il est enterré à Whittier. Della se remarie deux fois, puis divorce. Elle souffre de soucis de santé. Marion, son fils, se marie avec une camarade d'école. Della meurt le 23 août 1927 d'un arrêt cardiaque.
La mère de Marilyn, Gladys Pearl Baker Mortensen Monroe (27 mai 1902 - 11 mars 1984) née au Mexique de parents américains, travaille comme monteuse dans le laboratoire cinématographique Consolidated Film Industries (en).
Le 17 mai 1917, elle épouse John Newton « Jasper » Baker, dont Marilyn adopte le patronyme en 1938. Le couple a deux enfants : Robert Kermit « Jack » (né le 24 janvier 1918) et Berniece Inez Gladys Baker Miracle (née le 30 juillet 1919). Le 20 juin 1921, elle demande le divorce pour « cruauté et cruauté mentale » mais est accusée en retour de « comportement indécent et de luxure ». Le divorce est prononcé le 11 mai 1923. Gladys obtient la garde de ses enfants mais, incapable de s'en occuper, elle est contrainte de les laisser à leur père, qui s'est installé dans le Kentucky et s'est remarié. Robert meurt le 16 août 1933 à l'âge de 15 ans. Quant à Berniece, elle ne renoue avec sa mère qu'en 1939, alors que celle-ci est internée à l'hôpital Agnews State pour schizophrénie ; c'est à cette occasion qu'elle apprend l'existence de sa demi-sœur, Norma Jeane. Marilyn n'a pas connu son demi-frère Hermitt Jack ; en revanche, elle rencontre pour la première fois sa demi-sœur Berniece en 1944 dans le Tennessee.
Gladys connaît autant de liaisons sentimentales sans lendemain que de problèmes psychologiques et de santé, aussi Marilyn n’a-t-elle jamais connu l'identité de son vrai père. Martin Edward Mortensen, né en 1897 et mort en 1981, est le père officiel noté sur l'acte de naissance de Marilyn Monroe. Il épouse Gladys le 11 octobre 1924 ; le couple se sépare en août 1925.

### Naissance, jeunesse, premier mariage et débuts

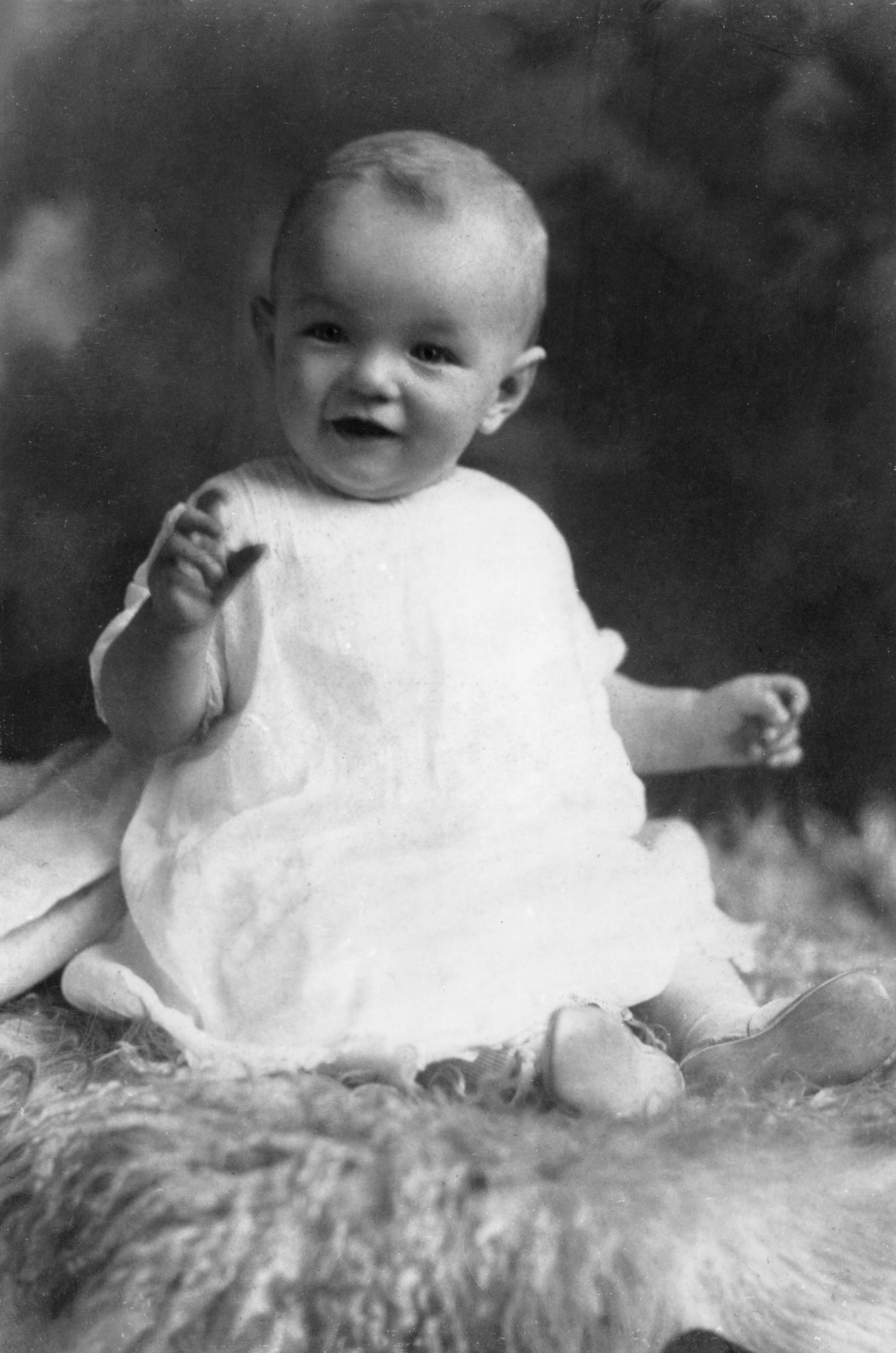
Norma Jeane pendant ses premiers mois de vie (photo parue dans ' en octobre 1953).

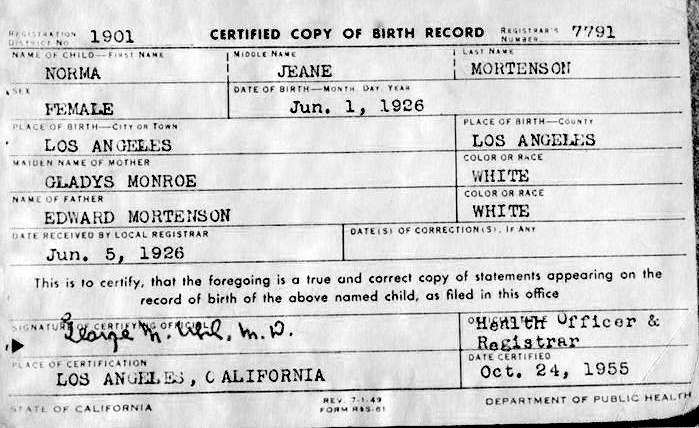
Copie du certificat de naissance de Norma Jeane Mortensen (orthographié « Mortenson » par erreur).

Marilyn Monroe naît le 1er juin 1926 à l'hôpital général de Los Angeles en Californie, sous le nom de Norma Jeane Mortenson (au lieu de Mortensen, l'employé d'état civil ayant fait une erreur d'orthographe),,,,. Elle est cependant baptisée sous le nom de Norma Jeane Baker. Alors que certaines sources affirment que le prénom Norma Jeane viendrait de l’admiration que vouait Gladys aux actrices Norma Talmadge et Jean Harlow, sa sœur, Berniece Baker Miracle, écrit dans la biographie qu'elle a consacrée à Marilyn que sa mère s’était inspirée du prénom de la fille d’une amie, Norma Jean Cohen Seidman. Elle ajouta un « e » à Jean comme il était d’usage en Californie. Toutefois, Marilyn préféra l’orthographier « Norma Jean ».
Sur le certificat de naissance apparaissent les noms de sa mère, Gladys Monroe, et du mari de celle-ci à l'époque, Martin Edward Mortensen (1897-1981),, un Californien d'origine norvégienne exerçant la profession de releveur de compteurs de gaz. Le couple s'était marié le 11 octobre 1924 mais s'était séparé en mai 1925 (soit un an avant la naissance de Marilyn) ; Mortensen obtient le divorce le 15 août 1928 pour « abandon de domicile ».
Bien qu'elle soit une enfant légitime,, Marilyn a toute sa vie nié le fait que Mortensen soit son père. Lorsqu'elle était enfant, sa mère lui aurait montré une photographie de l'homme qui aurait été son père. Elle se souvient qu'il a une fine moustache et une certaine ressemblance avec Clark Gable,. À la suite d'une longue enquête entreprise par le réalisateur de documentaires français François Pomès, l'énigme de l'identité du père biologique de Marilyn Monroe est résolue. En 2021, le séquençage ADN d'échantillons de cheveux de la star prélevés lors de son autopsie ainsi qu'un prélèvement salivaire d'une descendante de son père supposé prouvent qu'elle est la fille biologique de Charles Stanley Gifford (1898-1965), contremaître à la Consolidated Films Industries, ce que plusieurs biographes avaient postulé depuis des années,,. Alors qu'elle est en instance de divorce, Gladys a des liaisons avec plusieurs hommes dont Gifford, son supérieur à la Consolidated, et tombe enceinte. Marié, ce dernier refuse cependant de reconnaître l'enfant. Marilyn est donc déclarée sous le nom du mari officiel de sa mère à l'époque, Edward Mortensen. Stanley Gifford refusera jusqu'à sa mort de reconnaître quelque lien que ce soit vis-à-vis de Marilyn ou Gladys.
Pendant une très longue période, Gladys, régulièrement internée à cause de ses troubles schizophréniques avec délires paranoïaques ne peut pas s'occuper de sa fille qui est placée dans une famille d'accueil, puis dans un orphelinat. Au début d’une célébrité grandissante, Marilyn prétend que sa mère est morte, plutôt que d'avouer qu'elle vit dans un institut psychiatrique. Aussi, elle exagéra longtemps sur son enfance rajoutant ou retirant certains faits afin de gagner la sympathie du public.
Norma Jeane est ainsi confiée pendant les sept premières années de sa vie à Albert et Ida Bolender, voisins de sa grand-mère Della, à Hawthorne (Californie). Dans son autobiographie, Marilyn mentionne qu'elle ne savait pas qui était « cette dame rousse » (sa mère) qui lui rendait visite de temps en temps pendant cette période. En 1933, elle peut vivre quelque temps avec Gladys qui loue une chambre chez les Atkinson, à Arbol Street (Hollywood) mais celle-ci est internée l'année suivante. En 1935, Grace McKee, colocataire, collègue de travail et meilleure amie de Gladys, demande à devenir la tutrice de Marilyn, ce qui est officialisé le 27 mars 1936.
Elle fait ses études secondaires à la Van Nuys High School de Los Angeles. Fin 1940, Marilyn rencontre Eleanor « Bebe » Goddard, la fille du mari de Grace McKee, Doc Goddard. Bien plus tard après la mort de l’actrice, Eleanor a déclaré lors d’une exposition consacrée à Marilyn que de nombreuses anecdotes de Monroe sur les difficultés de l’enfance — les coups de fouets, l’enfant servante, la faim et les multiples foyers d'accueils[réf. nécessaire] — avaient en fait été empruntées par la star aux premières expériences de Goddard. Néanmoins, elle ne lui en veut pas. Après le départ de son père et de Grace McKee pour la Virginie-Occidentale, Bebe continua à lui envoyer des lettres.

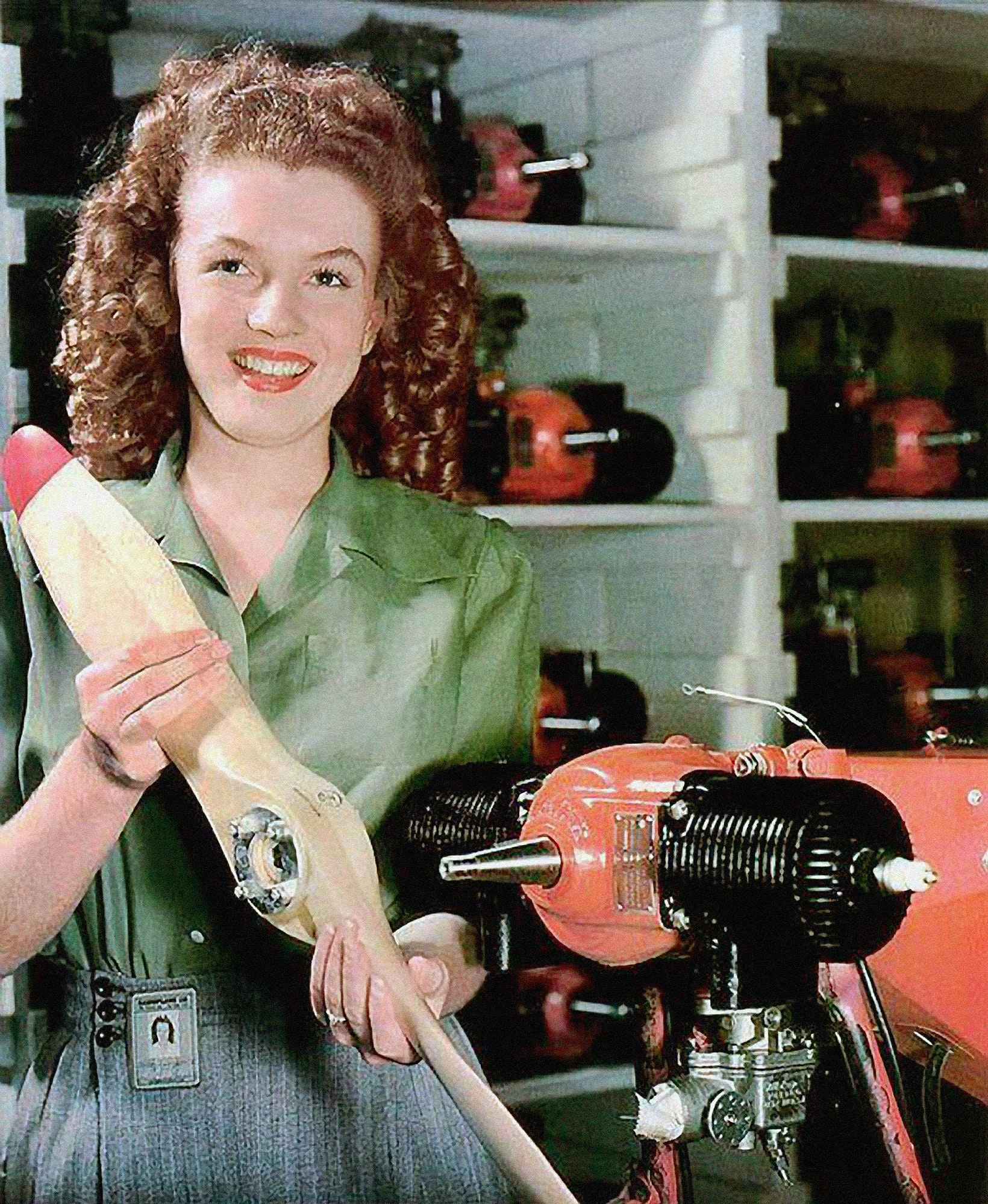
Photo (Kodachrome) de Norma Jeane Baker avec une hélice de Radioplane OQ-2 datée du 26 juin 1945, prise par David Conover et parue dans le magazine Yank.

En 1941, Norma Jeane fait la connaissance de James « Jim » Dougherty, un voisin de cinq ans son aîné, ouvrier dans une usine de Lockheed, créée par l'acteur Reginald Denny. Grace, qui arrange le mariage, organise les noces qui ont lieu le 19 juin 1942, soit quelques jours après son seizième anniversaire. Un an plus tard, après qu'elle a abandonné ses études, Jim rejoint la marine marchande puis en 1944 un équipage de B-17 opérant au-dessus de l'Europe sous domination nazie, avant son retour à la vie civile dans le LAPD. Norma Jeane travaille à l'ignifugation des ailes d'avions et de drones et à l'inspection des parachutes pour la firme Radioplane Company (en). C'est dans cette usine qu'elle est repérée par des photographes militaires.
En 1944, elle rencontre pour la première fois sa demi-sœur, Bernice Baker Miracle, dans le Tennessee, son demi-frère, Hermitt Jack étant déjà mort. Sa première photo quasi professionnelle est prise le 26 juin 1945 par David Conover (en), photographe de l'US Army pour le magazine Yank dans le cadre d'une campagne de l'armée américaine pour illustrer l'implication des femmes dans l'effort de guerre. Elle y apparaît sous le pseudonyme de « Norma Jeane Dougherty ».

### Carrière de modèle et de mannequin
En 1946, elle rencontre le photographe d'origine hongroise Andre de Dienes (en) qui a fait d'elle de nombreux portraits, dont quelques nus.

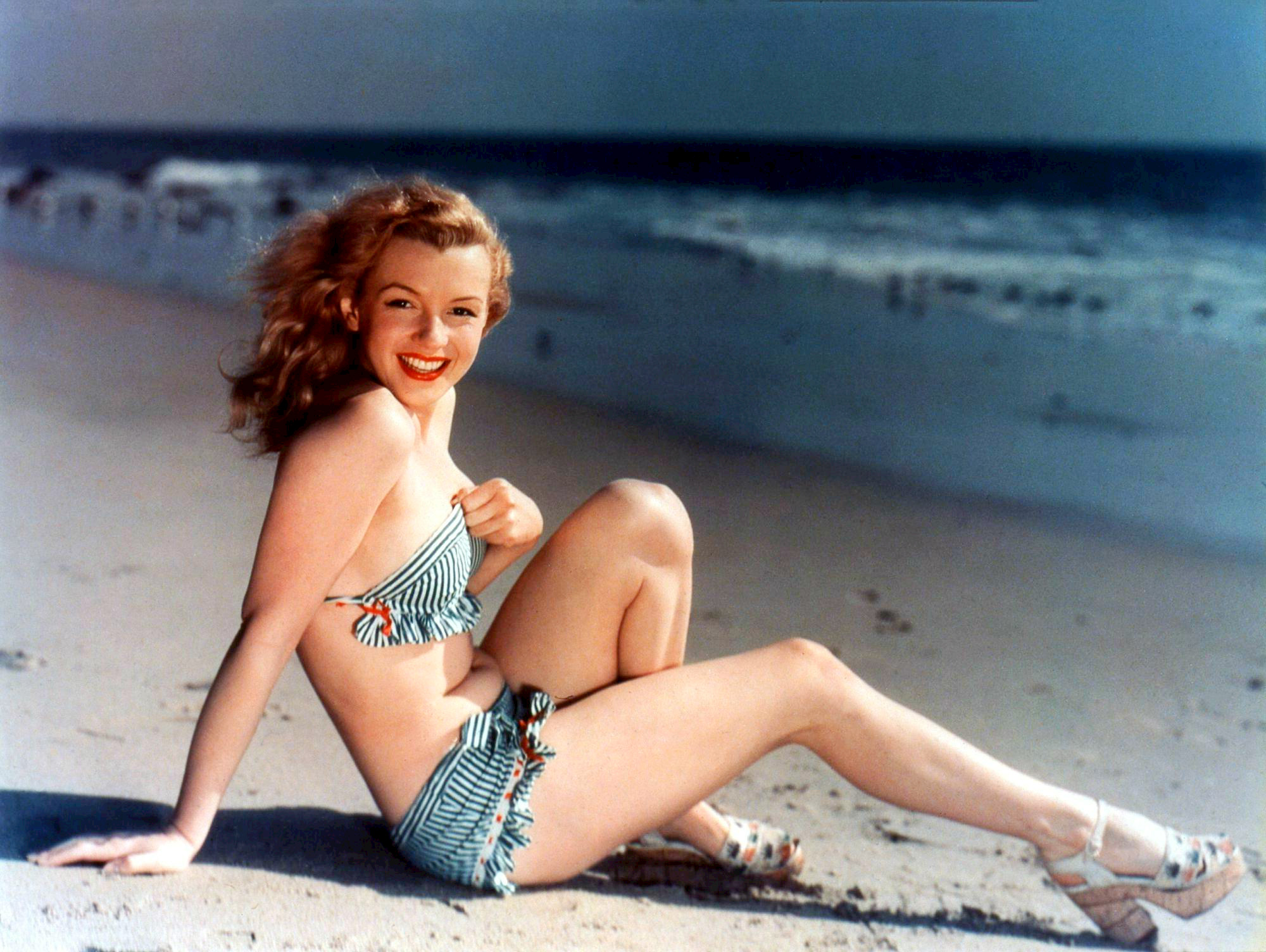
Marilyn Monroe au début de sa carrière de mannequin.

En mai 1948, Marilyn Monroe pose nue pour Tom Kelley dans un calendrier mural (connu sous le nom de calendrier Golden dreams). En 1952, alors qu'elle bénéficie déjà d'une notoriété certaine, elle est victime d'un maître chanteur qui menace de tout révéler. Finalement, Marilyn Monroe l'annonce elle-même en prétextant avoir été dans le besoin financier. En décembre 1953, quelques-unes de ces photos apparaissent dans le premier numéro du magazine Playboy, son éditeur Hugh Hefner ayant racheté les clichés pour 500 dollars. Cette audace, qui permet la poursuite de la production du magazine, est à l'origine de son succès grandissant pendant les deux décennies qui suivent.
En quelques mois, elle fait la couverture d'une trentaine de magazines de pin-up et commence à se faire connaître comme la « Mmmmm girl ». Elle quitte la Radioplane Company pour se consacrer à sa carrière de mannequin, notamment, en août 1945, auprès de l'agence Blue Book Modeling Agency dirigée par Emmeline Snively (it) où elle prend des cours de mannequinat à l'école interne la Blue Book Models School de Los Angeles. En décembre 1945, elle tourne son premier film-test pour l'agence, afin de promouvoir des maillots de bain. En février 1946, elle éclaircit la couleur de sa chevelure pour la campagne de publicité d'un shampoing sur les conseils d’Emmeline Snively (celle-ci lui aurait dit : « Écoute chérie, si tu as l’intention de réussir dans cette agence, tu devras décolorer et lisser tes cheveux ; ton visage est un peu trop rond et un travail de cheveux l'allongera »).

### Premiers pas au cinéma

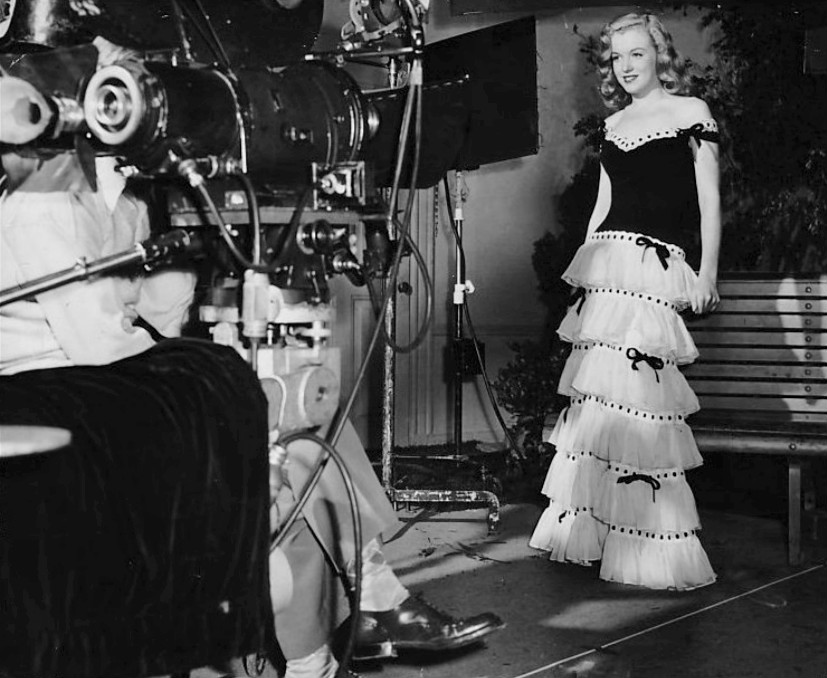
Marilyn Monroe en 1947 alors qu'elle est sous contrat avec la 20th Century-Fox. Elle apparaît dans deux petits rôles pendant son contrat et est libérée au bout d'un an.

Rêvant de devenir actrice de cinéma, elle prend des cours de théâtre et continue de se teindre en blond clair. Forte de 33 apparitions dans des magazines et voulant passer des bouts d’essai, Norma Jeane attire l'attention d'un cadre de la 20th Century Fox, Ben Lyon, qui lui fait passer un essai. Impressionné par sa chevelure blonde, ce dernier aurait déclaré : « Voici la nouvelle Jean Harlow. » Elle signe avec la Fox un premier contrat de six mois le 26 juillet 1946, pour un salaire de 75 dollars par semaine. Sur les conseils de Ben Lyon, elle convient de changer son nom en « Marilyn Monroe », le prénom Marilyn étant inspiré par l'actrice Marilyn Miller et le nom de Monroe venant de sa mère (elle adoptera officiellement ce patronyme le 23 février 1956). C’est toujours sur les recommandations de ce dernier qu’elle divorce de Jim, avec lequel elle n'a que peu de contacts en raison de leur éloignement, le 2 octobre 1946, la Fox ne croyant pas en l’avenir d’une future star si celle-ci était déjà mariée.
Sa carrière ne décollant pas, elle effectue des actions promotionnelles en tant que mannequin, et à ce titre est élue « reine honoraire » du Festival des artichauts de Castroville en 1948.
Elle apparaît pour la première fois à l'écran en 1947 dans Bagarre pour une blonde et Dangerous Years. En 1948, elle signe un nouveau contrat avec la Columbia d'une durée de six mois et tourne dans le film musical à petit budget Les Reines du music-hall. Le film étant un échec, son contrat n'est pas renouvelé. Cependant, son apparition dans La Pêche au trésor des Marx Brothers impressionne les producteurs, qui l'envoient à New York faire la promotion du film.

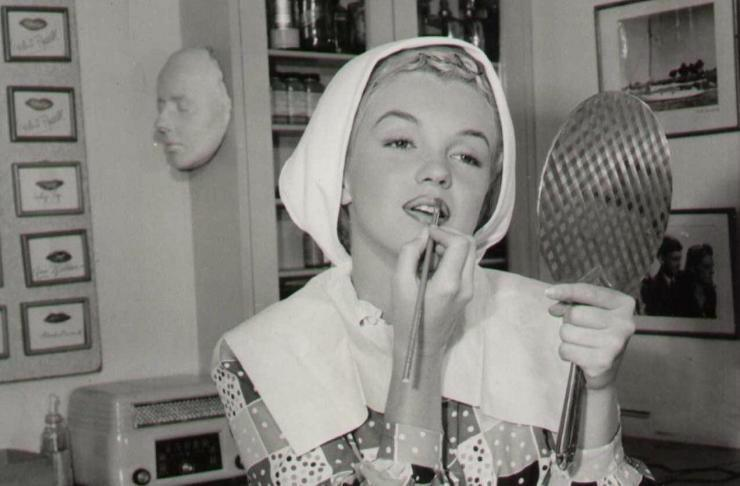
Photographie promotionnelle de Marilyn Monroe en 1948.

Lors d'une séance de photos au Racquet Club of Palm Springs (en), elle attire l'attention de Johnny Hyde, vice président de la société artistique William Morris Agency, qui accepte de devenir son agent artistique et signe avec elle un contrat de 3 ans le 2 mars 1950 et deviendrait, selon certaines rumeurs, son amant. C’est lui qui l’aide à créer son image de star ; il l’emmène chez un visagiste et paie même pour qu’elle se fasse une rhinoplastie et une génioplastie chez le célèbre chirurgien de Beverly Hills, Michael Gurdin. Il lui obtient ensuite un rôle pour Quand la ville dort de John Huston. Les critiques soulignent alors la qualité de sa performance.
Refusant de dépendre de Johnny Hyde qui est amoureux d’elle et manquant d’argent, elle pose nue sous le pseudonyme de « Mana Monroe » pour le photographe Tom Kelley (en), dans des photos de calendrier qui font le tour du monde quelques années plus tard lorsqu'elle devient célèbre (cf. Nudité dans sa carrière).
Remarquée par Joseph L. Mankiewicz, qui distingue en elle un « grand talent », elle est engagée par ce dernier dans Ève (1950) aux côtés de Bette Davis. Compte tenu du succès de ses derniers films, Marilyn négocie un contrat de sept ans avec la 20th Century Fox en décembre 1950. En septembre, Photoplay Magazine fait paraître le premier article de fond sur elle : « How a star is born? » (« Comment naît une vedette ? »), faisant allusion au film Une étoile est née (A Star Is Born, 1937) de William A. Wellman et lui décerne le Rising Star award (Prix de l'étoile montante).
L'année suivante, elle s'inscrit à l'Université de Californie à Los Angeles où elle étudie la littérature et l'art et apparaît dans des films mineurs avec pour partenaires des acteurs comme Mickey Rooney, Constance Bennett, June Allyson, Dick Powell et Claudette Colbert. Jamais nommée aux Oscars, elle y fait sa première et unique apparition le 29 mars 1951 pour remettre celui du meilleur mixage de son à Thomas T. Moulton pour Ève. Une soirée de cauchemar qu'elle termine en larmes en découvrant sa robe déchirée. Elle auditionne pour l'adaptation du comic strip Li'l Abner pour la télévision, mais le projet ne se concrétise pas.

### Consécration

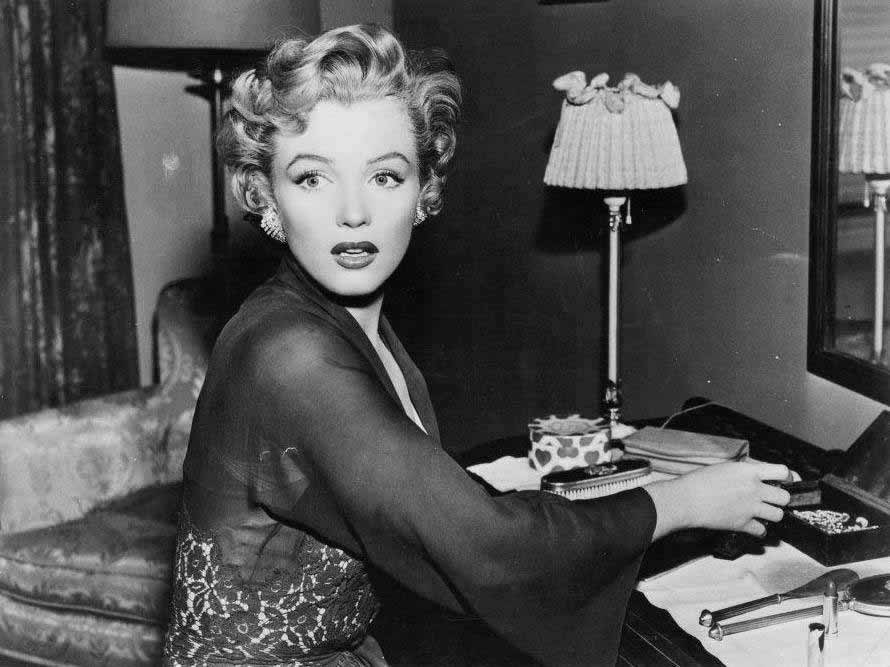
Marilyn Monroe dans Troublez-moi ce soir (1952).

En mars 1952, Marilyn Monroe fait scandale pour avoir posé nue sur un calendrier. Cet épisode de sa vie, loin de ternir sa carrière, ajoute à sa notoriété (cf. Nudité dans sa carrière). Elle déclare aux journalistes avoir posé pour payer son loyer. Plus tard, lorsqu’on lui demande si elle n’avait vraiment rien lors de cette séance, elle dira avec humour : « No, I had the radio on », expression à double sens pouvant signifier qu'elle avait la radio allumée ou qu'elle était « habillée » avec la radio.

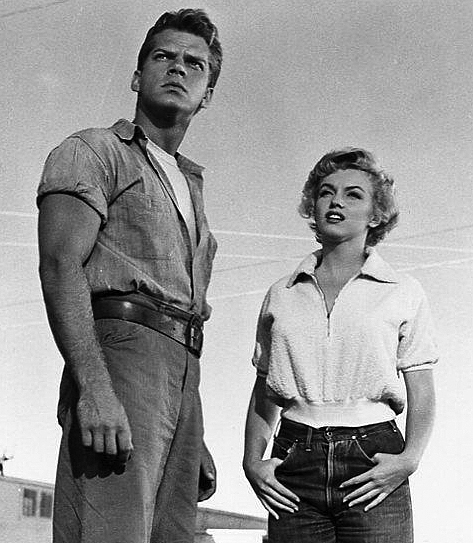
Avec Keith Andes dans Le démon s'éveille la nuit (1952).

Le 7 avril 1952, elle fait pour la première fois la une du magazine Life où elle est décrite comme « The Talk of Hollywood » (« Ce dont tout Hollywood parle »). C'est à ce moment qu'elle commence sa romance avec Joe DiMaggio, légende vivante du baseball qui vient juste à l'époque de prendre sa retraite.
La chroniqueuse de cinéma Hedda Hopper décrit Marilyn comme « Saloon and Sex authority », tandis que le producteur Jerry Wald dit à son sujet qu'elle « marche comme une antilope, à l'arrêt [elle ressemble] à un serpent dressé [snake encoiling], et quand elle parle vous n'entendez pas ses mots, c'est comme si elle vous murmurait qu'elle vous aime ».
Elle tourne dans les mois suivants quatre films. Pour RKO Pictures, elle tient un second rôle dans Le démon s'éveille la nuit de Fritz Lang avec Barbara Stanwyck. Sortie en juin 1952, le film est un succès critique et public. Elle participe ensuite à la comédie Cinq mariages à l'essai et le drame Troublez-moi ce soir dans lequel elle tient le rôle principal, celui d'une nourrice qui menace de s'en prendre à l'enfant dont elle a la charge. La critique ne suit pas, et Variety qualifie le film de « léger. » Dans Chérie, je me sens rajeunir où elle apparaît pour la première fois en blonde platine, elle joue aux côtés de Cary Grant et de Ginger Rogers sous la direction de Howard Hawks. Le film réalise un bon score au box-office malgré certaines critiques négatives.
Darryl F. Zanuck voit en elle un fort potentiel commercial et l'engage pour Niagara de 1953 dans lequel elle interprète sa chanson Kiss, et interprète une femme fatale qui souhaite faire assassiner son mari joué par Joseph Cotten. Les critiques apprécient le film et considèrent son interprétation comme « ouvertement sexuelle ». Constance Bennett juge que Marilyn a « un grand avenir devant elle ». Zanuck l'a cependant toujours méprisée en tant qu'actrice et ne s'est pas privé de le lui faire savoir. Ce dernier est suivi par l'actrice Joan Crawford, qui décrit Marilyn, après son apparition aux Oscars, comme « vulgaire » et déclare que sa robe ressemblait à un « sac à patates ».

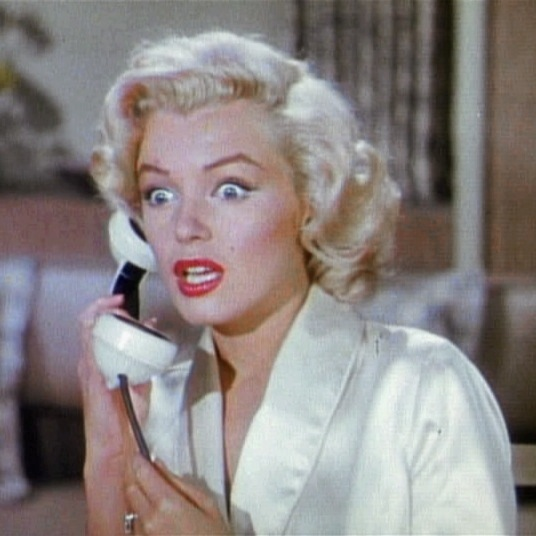
Dans Les hommes préfèrent les blondes (1953).

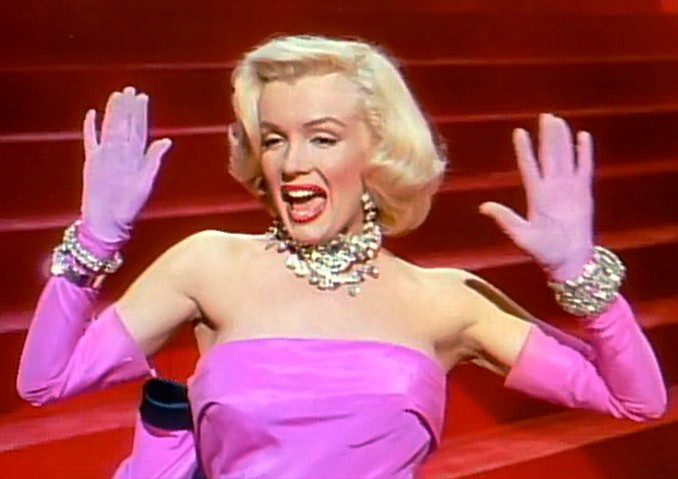
Toujours dans Les hommes préfèrent les blondes (1953).

La jeune femme devient amie avec Jane Russell sur le tournage de Les hommes préfèrent les blondes réalisé par Howard Hawks. Russell, qui a décrit sa partenaire comme « très timide, très douce et très intelligente », reçoit 400 000 US$ alors que Marilyn est payée 18 000 US$ par semaine. À Los Angeles, lors de la sortie du film le 26 juin 1953, les deux actrices laissent leurs empreintes dans le ciment du Grauman's Chinese Theatre, juste à côté du trottoir du Hollywood Walk of Fame d'Hollywood Boulevard.
Elle a pour partenaires Betty Grable et Lauren Bacall dans son film suivant, Comment épouser un millionnaire (1953) de Jean Negulesco. Écrite par Nunnally Johnson, l'histoire est celle de trois femmes mannequins new-yorkaises qui mettent tout en œuvre afin d'épouser chacune un millionnaire. Les films qu'elle tourne à cette période contribuent à accentuer sa popularité.

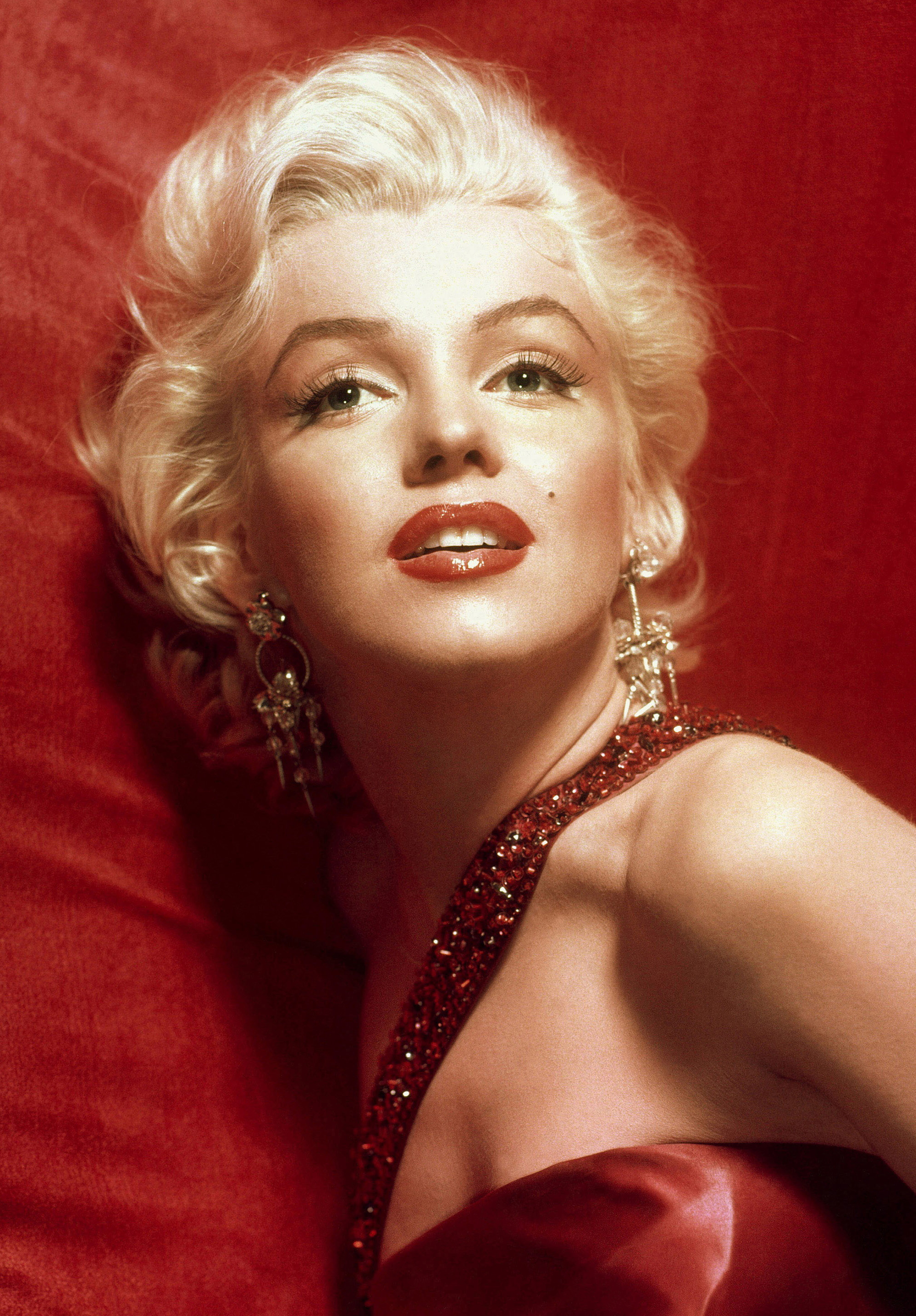
Photo promotionnelle pour le film Comment épouser un millionnaire (1953).

Marilyn Monroe évoque au New York Times son envie de jouer des rôles dramatiques. Elle exprime son désir à la 20th Century Fox de faire partie du casting du film L'Égyptien. Darryl F. Zanuck s'y oppose sans même lui faire passer un essai.
Elle signe alors pour Rivière sans retour. Elle ne s'entend pas avec le réalisateur Otto Preminger et refuse de lui parler pendant le tournage. Robert Mitchum, son partenaire principal, doit jouer les médiateurs. Elle déclare plus tard qu'elle aurait « mérité mieux qu'un film de série Z de cow-boy. » Fin 1953, Marilyn Monroe doit commencer à tourner dans The Girl in Pink Tights avec Frank Sinatra. Quand elle exprime son refus, elle est suspendue par la Fox.
Le 14 janvier 1954, elle épouse Joe DiMaggio et déclare à la presse : « Ma principale ambition est, maintenant, de me consacrer à mon mariage. » Le mois suivant, alors qu'elle accompagne son mari qui doit entraîner une équipe de baseball au Japon, l'armée américaine lui propose de se rendre durant quatre jours en Corée et de chanter à neuf reprises trois chansons, tirées de ses films récents, devant un total de 60 000 soldats américains. Cette première expérience de la scène lui a permis de surmonter la peur qu'elle avait face à la foule.

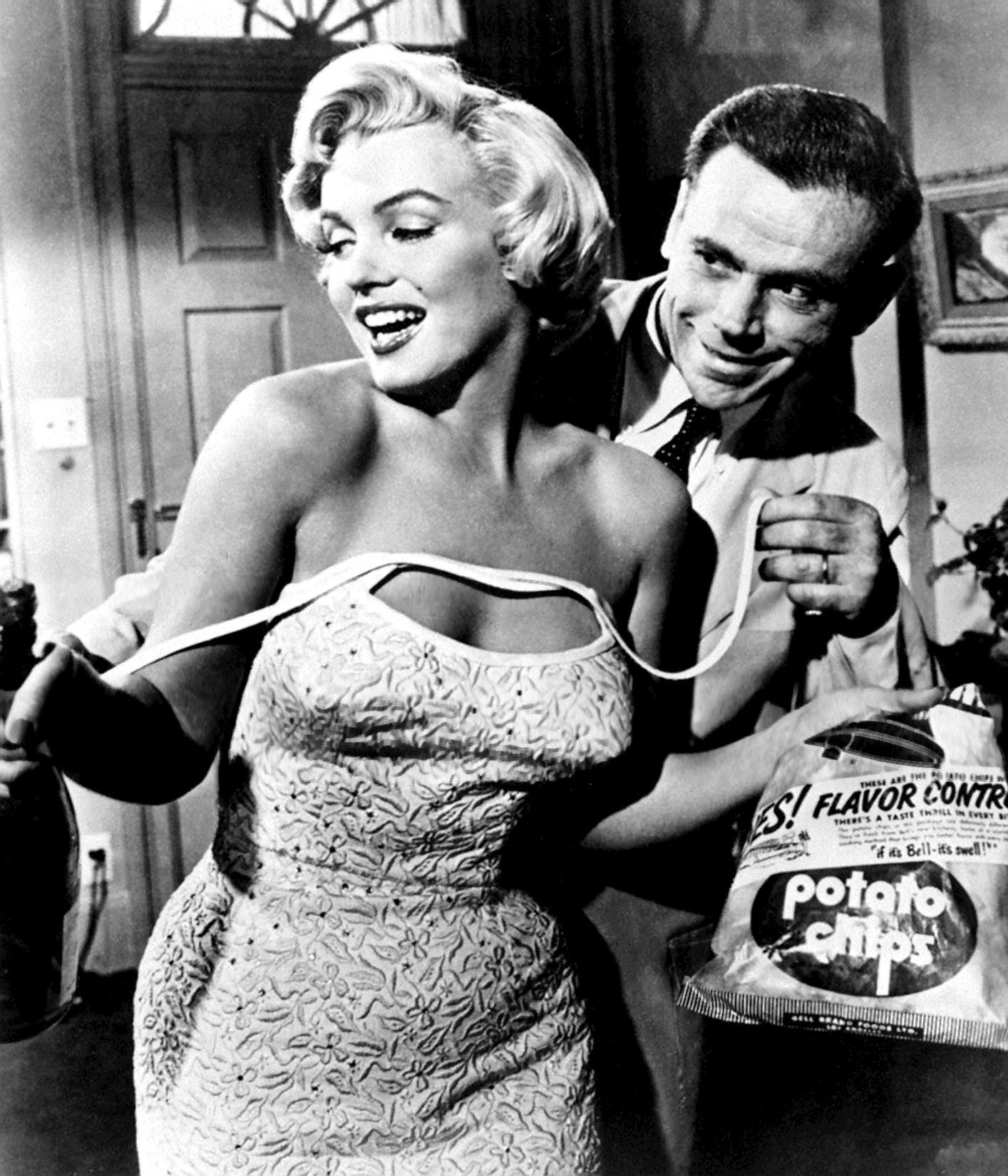
Avec Tom Ewell dans Sept Ans de réflexion (1955).

De retour à Hollywood en mars 1954, elle règle son différend avec la Fox et tourne dans La Joyeuse Parade. Ce film musical de Walter Lang est un échec. Le film est également mal reçu par les critiques qui décrivent la performance de Marilyn Monroe comme « désastreuse » et « embarrassante ». L'actrice révèle n'avoir accepté le rôle qu'à la condition de faire ensuite Sept Ans de réflexion. Elle commence les prises de vues de ce dernier en septembre avec Tom Ewell. C'est à New York qu'elle joue la plus célèbre scène de toute sa carrière, celle de la grille de métro où sa robe blanche se soulève. Le réalisateur Billy Wilder exigea de nombreuses prises ce qui irrita Joe DiMaggio. Après plusieurs disputes, Marilyn annonce leur séparation. Ils divorcent en novembre 1954 après huit mois de mariage. Elle quitte incognito Hollywood le 16 décembre 1954 pour rejoindre, à New York, le domicile de son photographe et ami Milton Greene, et fonder avec lui, le 31 décembre 1954, les Marilyn Monroe Productions, Inc. Elle espère, grâce à cette société de production, lancer sa nouvelle carrière à New York. Milton Greene, qui considère que les grands studios lui ont offert des cachets indignes d'elle, l'a convaincue de s'affranchir de leur tutelle. Ayant ainsi manifesté son désir d'indépendance, Marilyn est officiellement suspendue par la Fox le 15 janvier 1955.
En 1954, elle prend aussi des cours de chant. La RCA conclut un contrat avec elle et son premier disque se vend à 75 000 exemplaires.
En 1955, elle prend des cours de comédie avec l'actrice britannique Constance Collier grâce à Truman Capote. Collier estime que Marilyn Monroe possède un « beau talent, fragile et subtil ». Après quelques semaines de travail, celle qui s'était illustrée entre autres dans La Corde d'Alfred Hitchcock meurt le 21 mai 1955. Lors d'une réunion avec la Fox, Marilyn Monroe demande à travailler avec Hitchcock. Mais le réalisateur rétorque ne pas aimer les femmes qui ont « le sexe affiché sur la figure ». Il préfère les blondes froides, comme Grace Kelly ou Tippi Hedren.

### L'Actors Studio

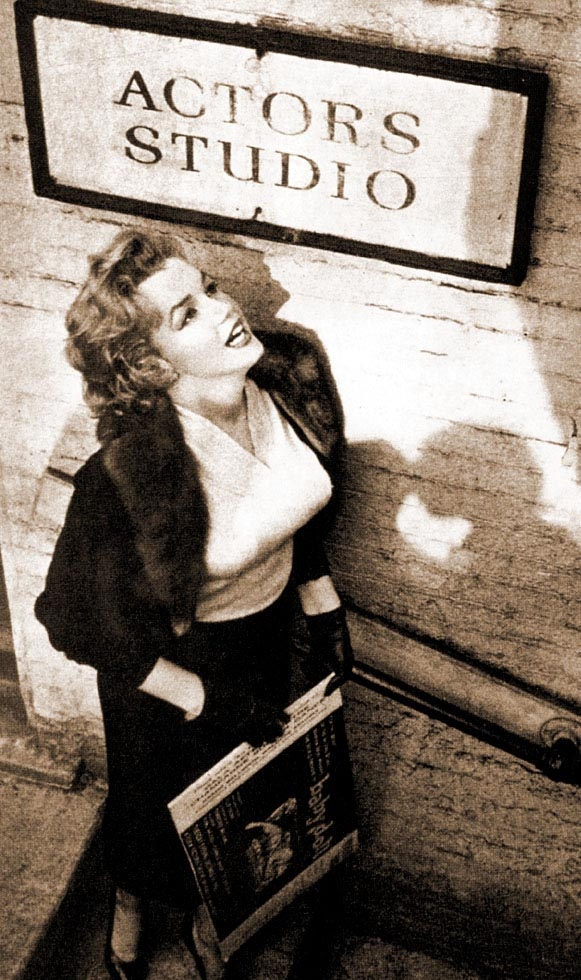
Photographie de Marilyn Monroe (publiée dans TV-Radio Mirror en mai 1961) devant une pancarte de l'Actors Studio où elle a commencé à étudier la Méthode d'acteur en 1955.

Lors du tournage de La Joyeuse Parade, Marilyn rencontre Paula Strasberg et sa fille Susan. Elle leur demande alors d'étudier à l'Actors Studio avec Lee Strasberg. En mars 1955, Monroe rencontre Cheryl Crawford, cofondatrice de l'Actors Studio, qui lui présente Lee Strasberg. Après l'avoir rencontrée, celui-ci l'accepte comme élève.
En mai, elle commence à fréquenter le dramaturge Arthur Miller qu'elle a rencontré cinq ans plus tôt. Le 1er juin, jour de son anniversaire, Joe DiMaggio l'accompagne à la première de Sept Ans de réflexion à New York et organise une petite fête en son honneur. Cette soirée se termine par une dispute en public avant le départ précipité de Marilyn Monroe. Ils ne se voient plus pendant un long moment,.
Elle continue à suivre des cours à l'Actors Studio et se lie d'amitié avec les acteurs Kevin McCarthy et Eli Wallach, qui la décrivent comme studieuse et sincère dans son approche. Elle joue dans la pièce Anna Christie avec Maureen Stapleton, d'après l'œuvre d'Eugene O'Neill, sans oublier son texte lors des représentations, ce qui n'avait pas été le cas aux répétitions, où elle échouait à chaque reprise. Anna Christie connaît un grand succès et le public applaudit Marilyn. Bien qu'elle ne soit qu'étudiante, elle est l'élève dont Lee Strasberg est le plus fier (« J'ai travaillé avec des centaines d'acteurs et actrices, et il n'y a que deux qui sont bien meilleurs que les autres. Le premier est Marlon Brando, et le deuxième Marilyn Monroe. »), il la prend sous sa protection (elle trouve refuge dans la maison familiale des Strasberg), l'incite à suivre une psychanalyse pour être plus près des personnages qu'elle interprète.
Pendant ce temps, Sept Ans de réflexion devient un très grand succès avec environ 8 millions de dollars US de recettes au box-office. La critique salue la performance de Marilyn Monroe. Grâce à ce succès, elle négocie un nouveau contrat avec la 20th Century Fox qui lui donne plus de pouvoir : 100 000 dollars par film, 500 dollars en plus par semaine pour frais divers, un droit de regard sur le scénario ainsi que sur le metteur en scène et sur le directeur de la photographie et pouvoir jouer pour d'autres studios que la Fox,.
Le premier film à être réalisé dans le cadre de ce nouveau contrat est Arrêt d'autobus (Bus Stop) de Joshua Logan, qui approuve les méthodes de travail de la star. Paula Strasberg devient sa conseillère personnelle sur tous ses films. L'épouse de Lee use les nerfs des réalisateurs Joshua Logan, Laurence Olivier, Billy Wilder, George Cukor et John Huston, qui en ont pourtant vu d'autres. Après chaque scène, c'est vers elle que se tourne Marilyn Monroe pour savoir si sa performance a été à la hauteur de ses aspirations. Un signe de tête de Paula et Marilyn Monroe exige de refaire une nouvelle prise, même si la précédente semble parfaite aux yeux de tous. Détestée de tous, Paula s'attire les surnoms de « Champignon noir » ou « Sorcière » de la part des techniciens à qui elle n'adresse pas la parole. Elle rassure néanmoins Marilyn Monroe, bien que sa présence soit une ineptie pour beaucoup.

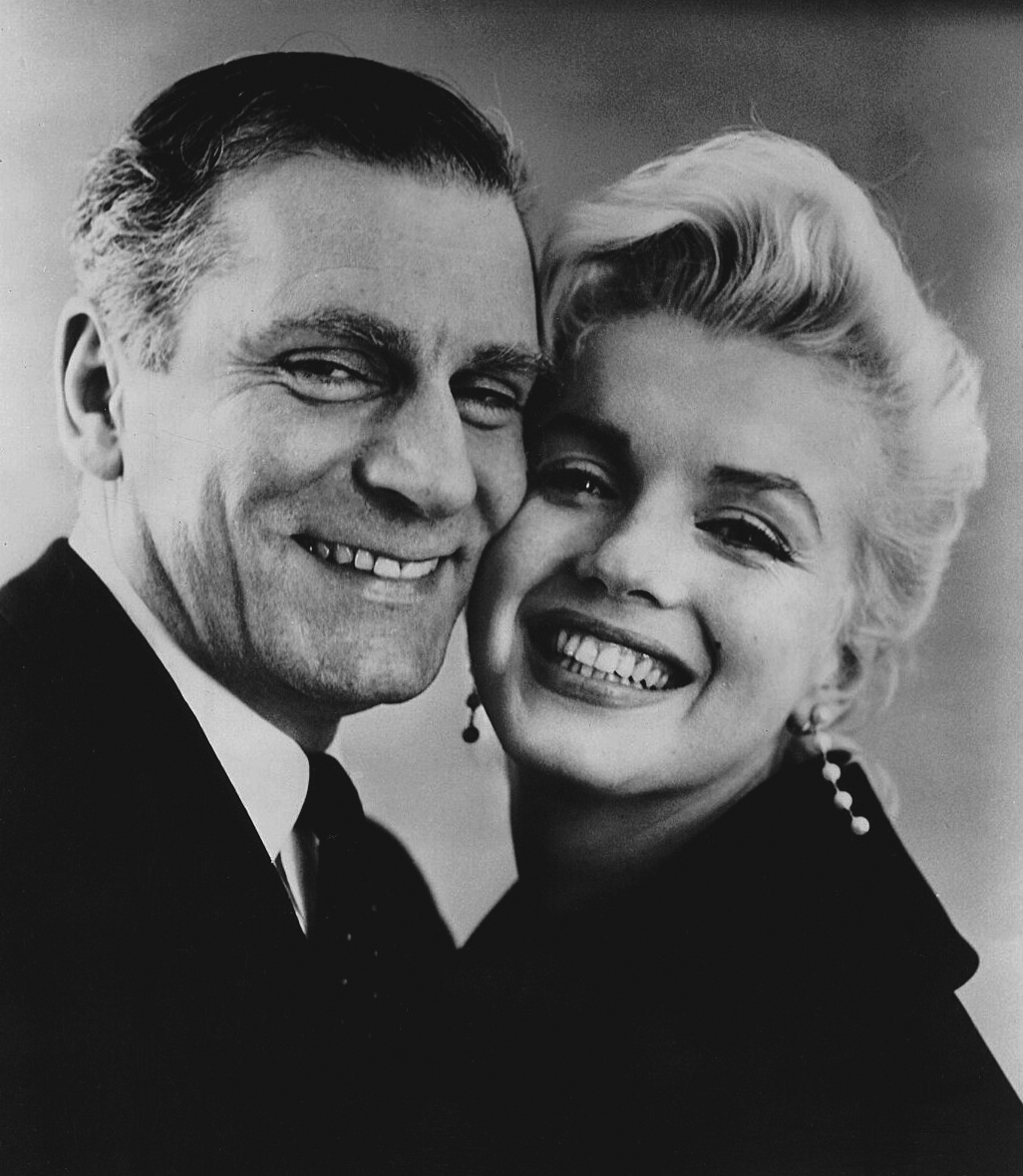
Photo promotionnelle de Laurence Olivier et Marilyn Monroe pour le film Le Prince et la Danseuse (1957).

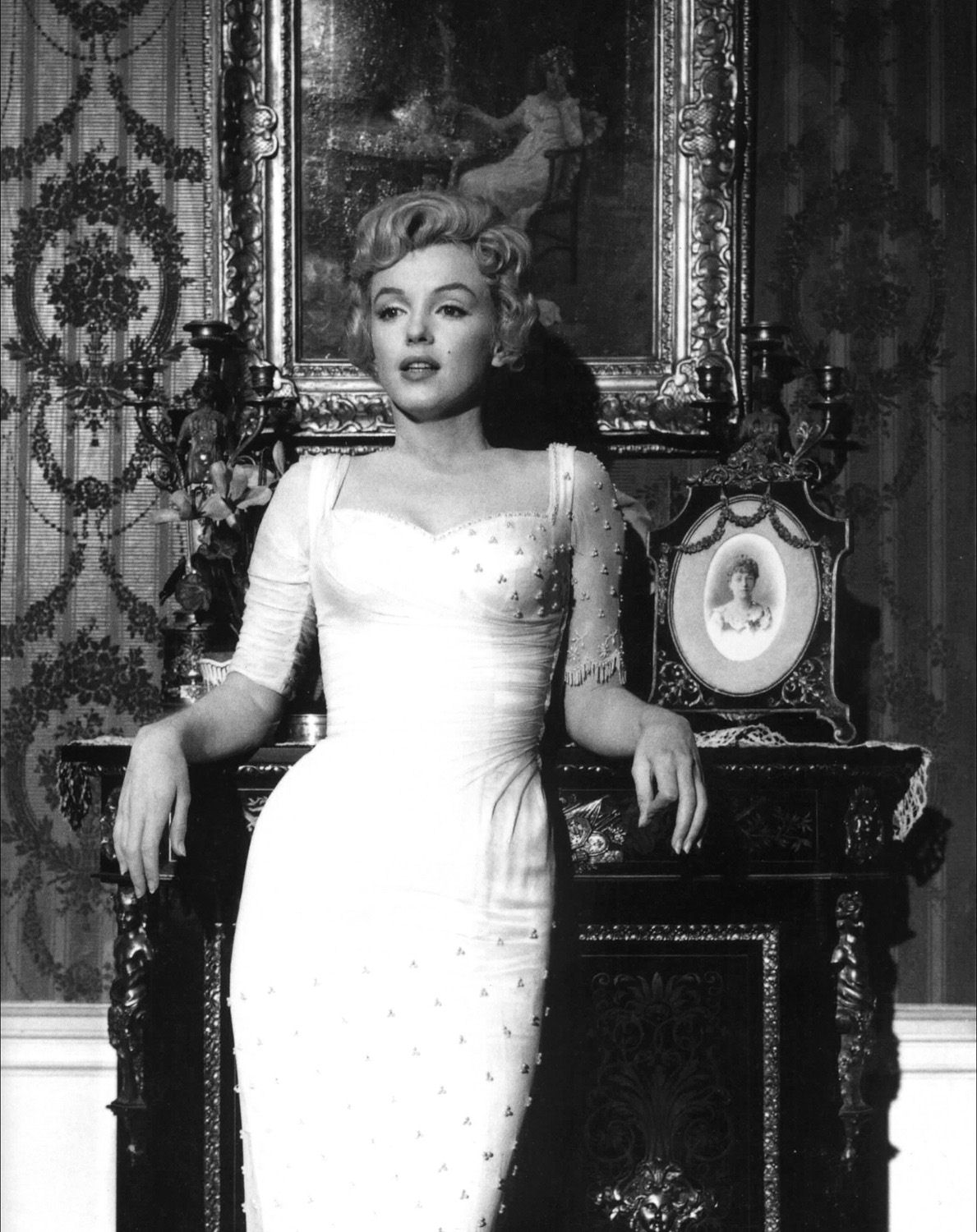
Monroe dans le film Le Prince et la Danseuse.

Dans Arrêt d'autobus, elle joue « Chérie », une chanteuse de cabaret qui tombe amoureuse d'un cow-boy. Très satisfait de son interprétation, Logan essaya de lui faire obtenir une nomination à l'Oscar de la meilleure actrice,. Elle est néanmoins nommée au Golden Globes.
Elle passe plus de temps avec Arthur Miller avec qui elle entretient une liaison depuis plus d'un an. C'est à ce moment que la presse commence à écrire sur eux, les surnommant souvent : « The egghead and the hourglass »,. Ils se marient le 29 juin 1956.
Arrêt d'autobus est suivi du Prince et la Danseuse également interprété et réalisé par Laurence Olivier. Ce dernier déteste Marilyn Monroe en raison de ses caprices sur le plateau. Plus tard, il la décrit comme « merveilleuse, la meilleure de toutes ». Le film est un échec cuisant. Néanmoins, elle est saluée par la critique, en particulier en Europe, où elle remporte en 1959 l'Étoile de cristal et le David di Donatello de la meilleure actrice étrangère, ainsi qu'une nomination au BAFA de la meilleure actrice étrangère.

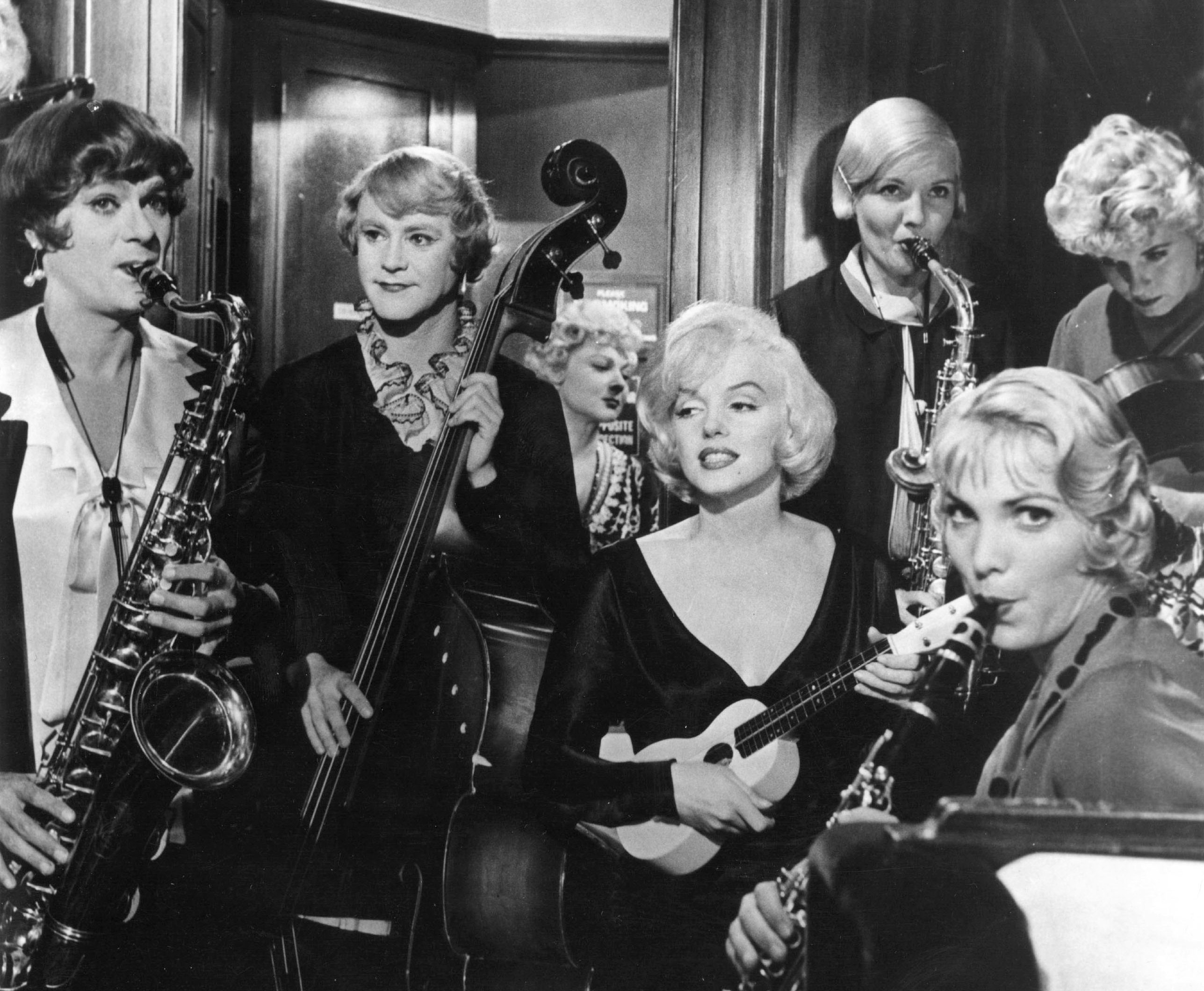
Avec Tony Curtis (à gauche) et Jack Lemmon (2e à gauche) dans Certains l'aiment chaud (1959), rôle pour laquelle l'actrice obtint un Golden Globe.

Absente des écrans en 1958, elle vit désormais avec Arthur Miller à Long Island et fait une fausse couche le 1er août 1957,. Il l'encourage néanmoins à retourner à Hollywood pour tourner dans Certains l'aiment chaud. Le réalisateur sait pourtant qu'elle est souvent en retard, qu'elle a le trac, et qu'elle a des difficultés à apprendre son texte lorsqu'il la dirige dans Sept Ans de réflexion. Cette fois-ci, Marilyn Monroe est hostile et refuse de tourner certaines scènes,. Ses retards incessants ont raison de son amitié avec Tony Curtis qui déclare par la suite que l'embrasser était « comme embrasser Hitler. » L'acteur dit plus tard que ce n'était qu'une farce. Enceinte au moment du tournage, elle fait une nouvelle fausse couche en décembre 1958, une fois le film achevé.
Certains l'aiment chaud connait un succès retentissant et est nommé pour cinq Oscars. Marilyn Monroe obtient le Golden Globe de la meilleure actrice dans un film musical ou une comédie pour sa performance. Billy Wilder déclare que le film a été leur plus grand succès, bien que Marilyn ait toujours détesté le film. Il évoque aussi les problèmes qu'il a rencontrés pendant le tournage du film « Marilyn était très difficile parce qu'elle était totalement imprévisible. Je ne savais pas quelle journée nous allions passer […] serait-elle coopérative ou obstructive ? » dit-t-il. Cependant, il aime Marilyn Monroe et la définit comme une actrice comique et de génie. Il a également évoqué d'autres projets avec elle, y compris Irma la Douce avec Shirley MacLaine.

### Problèmes de santé

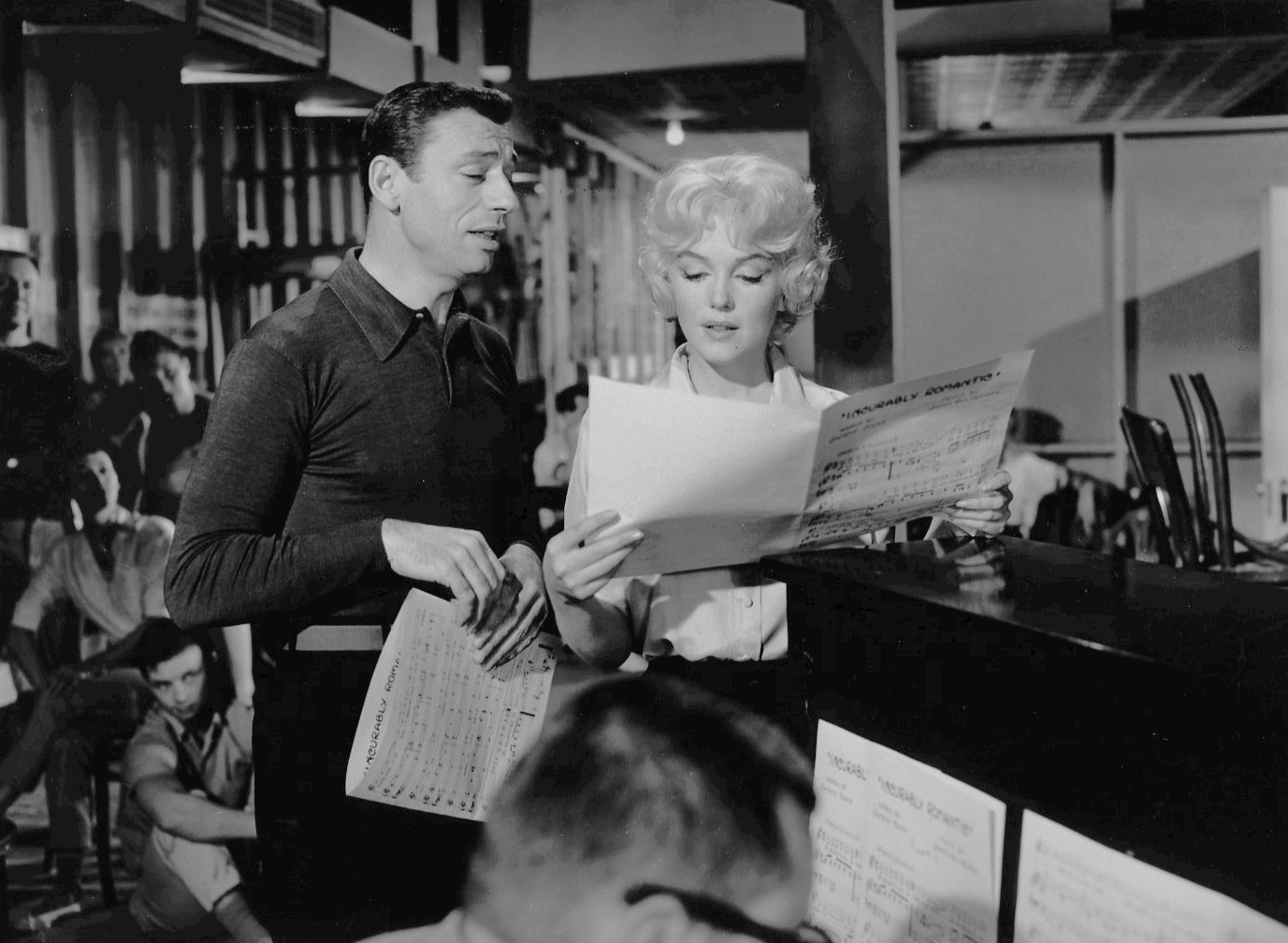
Avec Yves Montand dans Le Milliardaire (1960).

Dans les années 1960, sa popularité est à son sommet. Elle accepte de tourner Le Milliardaire de George Cukor. Insatisfaite du scénario, elle le fait réécrire par Arthur Miller. Gregory Peck doit y tenir le premier rôle masculin mais il a finalement refusé à la suite de la nouvelle version écrite, tout comme Cary Grant, Charlton Heston, Yul Brynner ainsi que Rock Hudson avant qu'il ne soit attribué à Yves Montand. Le tournage est difficile pour l'actrice qui ne s'est pas entendue avec le réalisateur. Ce dernier, ouvertement homosexuel, avait un faible pour l'acteur français avec qui Marilyn Monroe entretient une liaison. Cette relation cesse lorsque Montand refuse de quitter sa femme Simone Signoret. Le film est un échec critique et commercial.
C'est à cette période que débutent ses problèmes de santé. Elle commence à consulter un psychiatre de Los Angeles, le docteur Ralph Greenson qu'elle voit quasiment tous les jours. Ce dernier exerce une influence déterminante sur sa patiente. Selon lui, son mariage était tendu depuis quelque temps, bien que Miller fît tout pour s'occuper d'elle. Greenson a déclaré que son objectif principal était alors de réduire les prises de drogue de Marilyn Monroe.

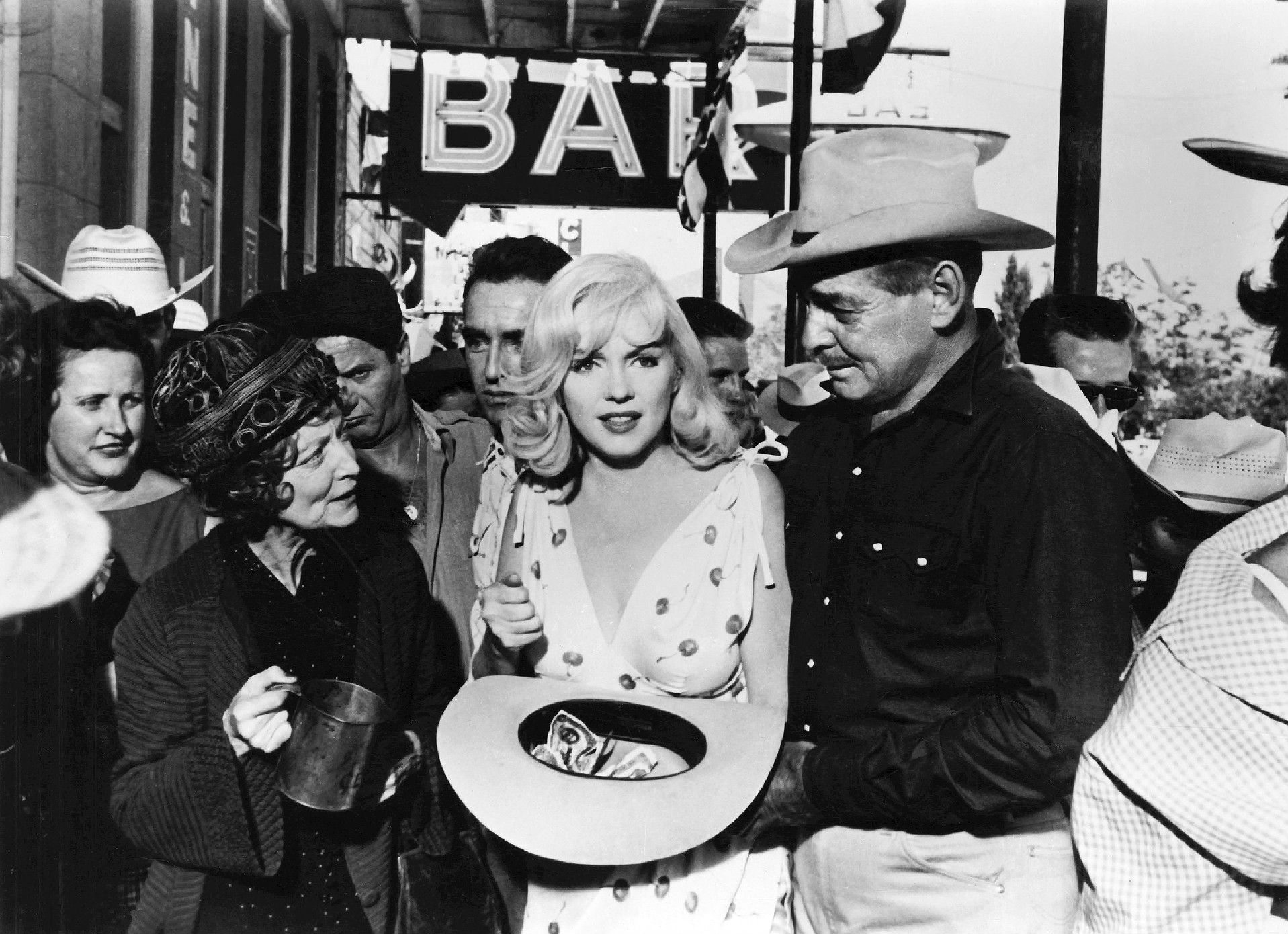
Marilyn Monroe, Estelle Winwood, Eli Wallach, Montgomery Clift et Clark Gable dans Les Désaxés (1961). C'est le dernier film que Monroe et Gable achèveront en entier, les deux mourant deux ans plus tard.

Elle joue ensuite dans Les Désaxés de John Huston. Le film, écrit pour elle par Arthur Miller, met également en scène Clark Gable, Montgomery Clift et Eli Wallach. Le tournage a débuté en juillet 1960. Souvent malade, Marilyn Monroe ne peut jouer. Elle est même hospitalisée pendant dix jours. Sans l'aide du docteur Greenson, elle se remet à prendre des somnifères et de l'alcool. Le 16 novembre 1960, Clark Gable meurt d'une crise cardiaque à Los Angeles à l'âge de 59 ans. Les journalistes accusent Marilyn Monroe de sa mort en raison de ses nombreux retards sur le plateau,. Le film n'est pas un succès commercial et les critiques sont en majorité négatives, bien que certains saluent les performances de Marilyn Monroe et Clark Gable.
Durant les mois suivants, elle devient de plus en plus dépendante à l'égard de l'alcool et des médicaments. Elle divorce d'Arthur Miller en janvier 1961, rédige son testament le 14 janvier 1961. Elle accepte que sa psychanalyste Marianne Rie Kris la fasse interner dans la clinique psychiatrique Payne Whitney (en) mais elle y est placée en cellule de sécurité. Elle a plus tard décrit l'expérience comme un « cauchemar ». Ayant le droit à un appel téléphonique, elle contacte Joe DiMaggio qui la fait transférer dans le centre ouvert de l'hôpital presbytérien de New York où il reste près d'elle. Après trois semaines de soins, elle sort de l'hôpital, harcelée par une foule de reporters à sa sortie. Incapable de jouer, elle retourne en Californie se reposer. À la suite de cet internement, elle demande à son avocat Milton Rudin de modifier son testament, ce qui n'a pas été fait et suscite une controverse sur ce testament à sa mort, notamment sur l'« influence invalidante » exercée par les époux Strasberg et par Marianne Rie Kris.

### L'année 1962
Au début des années 1960, Marilyn Monroe est dépendante d'amphétamines, de barbituriques et d’alcool. Elle souffre alors de dépression, caractérisée chez elle par une anxiété, une faible estime de soi et une insomnie chronique.
L'actrice doit encore un dernier film à la Fox, selon les termes de son contrat de 1956. Les dirigeants du studio confient alors à l'un de leurs scénaristes, Arnold Schulman, le remake d'une comédie de 1940, Mon épouse favorite avec Irene Dunne et Cary Grant. L'histoire d'une femme disparue, supposée morte, qui rentre chez elle et retrouve son mari remarié. Frank Tashlin, réalisateur des comédies de Jerry Lewis est contacté pour diriger le film. Marilyn Monroe, qui souhaite revenir à l'écran avec un film événement, refuse le projet dans un premier temps le jugeant « insipide ». Bénéficiant d'un droit de regard sur le script et le réalisateur, elle consent à réexaminer le projet. Nunnally Johnson, qui a travaillé avec elle sur Comment épouser un millionnaire, est alors engagé pour signer une nouvelle version. George Cukor, qui doit lui aussi un film pour la Fox, commence par refuser le projet en raison du souvenir cauchemardesque du tournage du Milliardaire. Menacé de poursuites s'il n'honore pas ses engagements, il se résigne donc à accepter la proposition du studio (pour 300 000 US$) et à retrouver ainsi Marilyn Monroe qu'il méprise profondément. Malgré un scénario inachevé, Marilyn Monroe signe son engagement pour Something's Got to Give. Selon les termes du contrat qui la lie de manière non exclusive à la Fox, elle gagne toujours 100 000 US$ par film, soit sept fois moins que la norme alors en vigueur à Hollywood pour une star de son rang.
À trente-cinq ans, elle achète sa première maison par prêt immobilier, pour la somme de 35 000 US$ en janvier 1962. C'est Eunice Murray, sa nouvelle gouvernante et ancienne infirmière psychiatrique, qui lui a trouvé la modeste hacienda d'inspiration néo-mexicaine du 12305, Fifth Helena Drive, à Brentwood dans les environs de Los Angeles.
Le 5 mars 1962, lors de la cérémonie des Golden Globes, la presse étrangère lui décerne, pour la seconde fois, le prix de la « vedette féminine du monde pour 1961 ». Accompagnée du scénariste José Bolanos, elle est ivre et reçoit son prix des mains de Rock Hudson en titubant et peinant à bafouiller quelques remerciements devant la salle atterrée. Afin de ne pas l'embarrasser, la cérémonie n'a pas été diffusée.

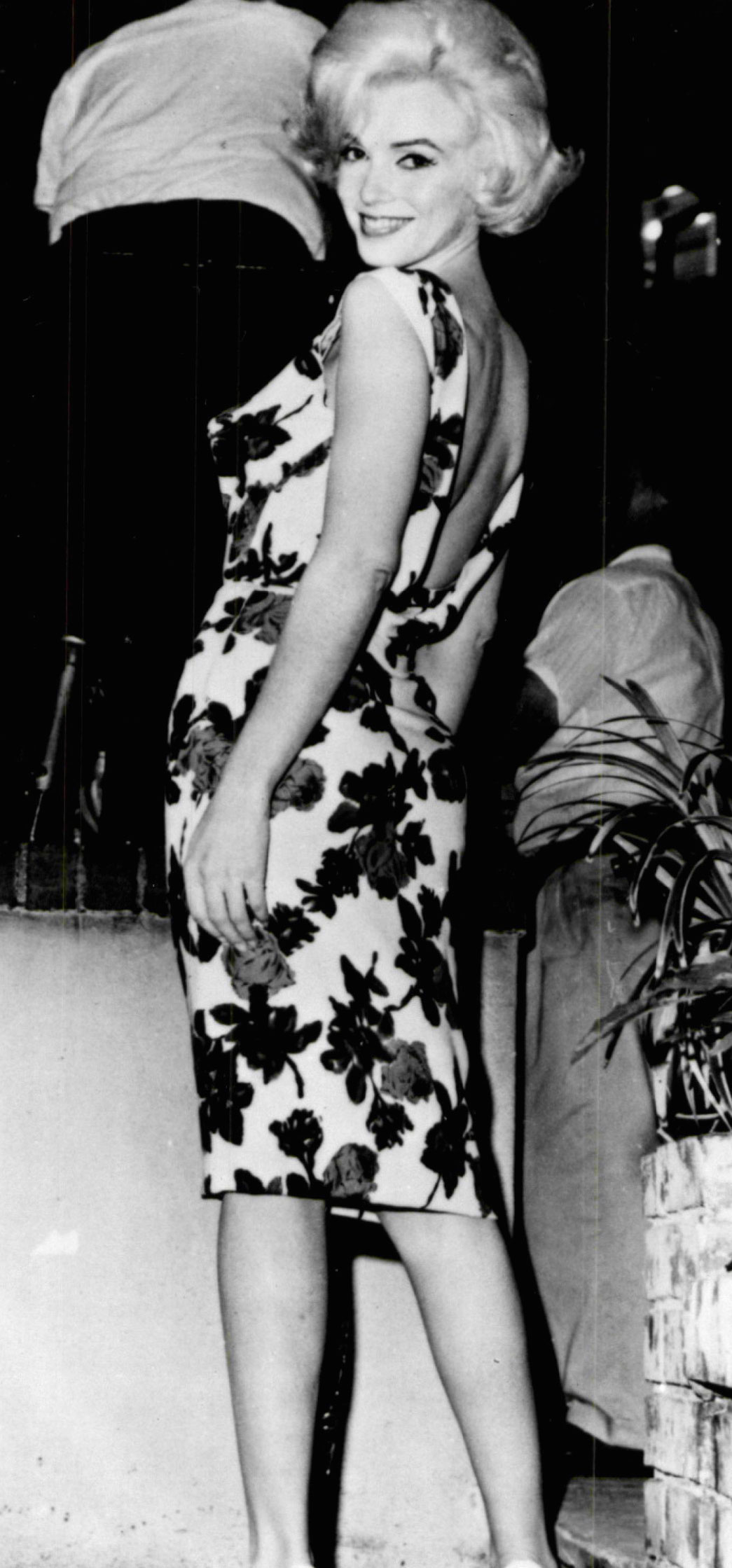
Marilyn Monroe en 1962, sur le tournage de Something's Got to Give. Absente pendant la majeure partie de la production pour cause de maladie, elle est renvoyée par la Fox en juin 1962.

Pendant ce temps, Nunnally Johnson livre le scénario terminé de Something's Got to Give qu'approuve Marilyn Monroe. Mécontent, George Cukor engage son ami Walter Bernstein pour réécrire les dialogues qu'il juge « trop fades ». Ses partenaires Dean Martin et Cyd Charisse sont engagés. À la veille du début de tournage qui doit avoir lieu le 23 avril, Marilyn Monroe souffre de fièvre et prévient le studio qu'elle sera absente. Cukor commence le tournage par toutes les scènes dans lesquelles elle ne figure pas. Cette dernière consulte son médecin, le docteur Engelberg, le jour même. Celui-ci diagnostique une sinusite chronique et Lee Siegel, médecin officiel du studio, recommande de décaler le tournage d'un mois, ce que le studio refuse. Le 30 avril, Marilyn Monroe se rend pour la première fois sur le plateau et tourne 90 minutes de rushes contre l'avis du docteur Siegel. Elle est prise d'un malaise et est évacuée du studio. Elle retrouve l'équipe et tourne pendant trois jours au début du mois de mai des scènes autour d'une piscine.
Profitant d'une pause déjeuner, elle quitte une nouvelle fois le tournage — malgré l'interdiction des studios — pour assister à l'anniversaire de John Fitzgerald Kennedy à New York, au cours duquel elle interprète le célèbre Happy Birthday, Mister President,. Jackie Kennedy s'oppose à sa venue à la fête privée de son mari et préfère se retirer en Virginie en compagnie de ses enfants.
L'actrice retourne à Hollywood tourner ses scènes qui « enchantent » les patrons de la Fox. Malgré plusieurs jours de prises sans difficultés, elle montre des signes de nervosité et n'arrive pas à apprendre son texte, ce qui irrite Cukor qui finit par s'emporter violemment contre elle. Le 1er juin, jour de son 36e anniversaire, elle est de retour sur le plateau où une fête est organisée en fin de journée en son honneur : ce fut sa dernière apparition professionnelle. Le 7, la Fox organise des fuites à destination de la presse, indiquant que Marilyn Monroe est renvoyée et que « Kim Novak et toutes les autres actrices, d'Hollywood et d'ailleurs », ont été contactées pour la remplacer. Le studio attaque Marilyn Monroe et lui réclame 500 000 US$. Peter Levathes, qui dirige la production à la Fox, déclare à l'attention de la star : « Le star-system a perdu tout contrôle. Nous avons laissé les fous diriger l'asile et ils l'ont quasiment détruit. »
Cependant, Kim Novak, Shirley MacLaine et autres (dont Brigitte Bardot) déclinent l'offre de reprendre son rôle. Le studio annonce officiellement que Lee Remick est finalement choisie. Dean Martin s'y oppose et refuse de reprendre le tournage sans Marilyn. La Fox lui intente alors un procès et lui réclame également 500 000 US$ pour rupture de contrat. L'équipe du film est peu de temps après suspendue. Cyd Charisse attaque alors Dean Martin en justice à son tour et lui réclame 14 000 US$ de dommages et intérêts pour manque à gagner. De leur côté, les dirigeants de la Fox augmentent les charges dans leur procès contre Marilyn Monroe et lui réclament dorénavant 750 000 US$. Le 19 juin, le studio se retourne à nouveau contre Dean Martin, les avocats de la Fox lui réclamant 3 339 000 US$. L'acteur contre-attaque et intente en retour un procès à la Fox pour 6 885 000 US$ de dommages et intérêts. L'affaire fait la une des journaux, certains titres reprennent même les propos de l'acteur : « No Marilyn, no picture! ». Un an après, les poursuites sont abandonnées.
Des négociations sont immédiatement engagées : le 20 juin, la Fox annonce la reprise du tournage sous peu. Marilyn Monroe, dans le cadre d'une campagne de relations publiques pour restaurer son image auprès du grand public, participe à des séances photos avec plusieurs photographes de premier plan et des interviews avec de grands magazines. DiMaggio et elle évoquent un remariage et une date est même arrêtée : le 8 août 1962. D'autres projets de films sont discutés comme I Love Louisa et The Jean Harlow Story. Son différend avec la Fox est résolu et son contrat est renouvelé. Something's Got to Give devait reprendre au début de l'automne. Peter Levathes se rend chez elle pour une réunion de conciliation. À l'issue de l'entrevue, Marilyn Monroe obtient l'assurance d'un nouveau scénario, l'abandon des poursuites à son égard, le renvoi officiel de George Cukor et son remplacement par Jean Negulesco qui avait réalisé Comment épouser un millionnaire, ainsi qu'un nouveau contrat d'un million de dollars portant sur deux films : 250 000 US$ pour terminer Something's Got to Give et 750 000 US$ pour un autre film à déterminer,. Marilyn Monroe, qui a tourné dans trente films, a alors trente-six ans.

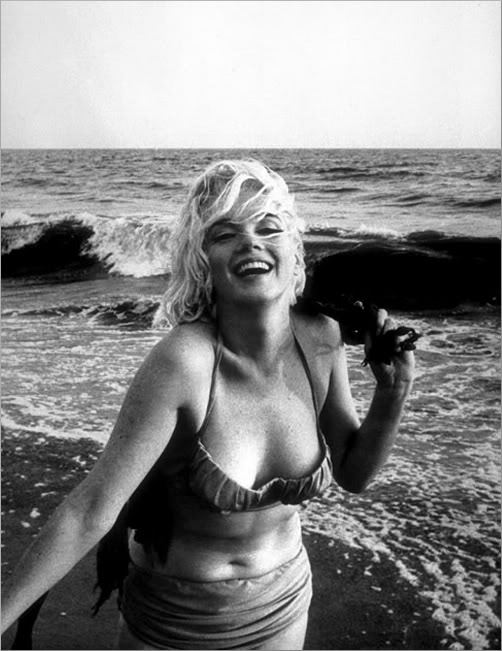
Photographie prise lors de l'une des dernières séances de Marilyn Monroe avec le photographe George Barris en juillet 1962, 23 jours avant la mort de l'actrice.

En juin 1962, Marilyn participe à une dernière séance de photo, plus tard dénommée The Last Sitting.
Fin juillet, déprimée, elle confie à sa coiffeuse qu'elle vient de subir un avortement[réf. à confirmer]. Au moins deux médecins lui ont prescrit de nombreuses ordonnances pour des somnifères la dernière semaine de sa vie.
Le vendredi 3 août est consacré à de nombreux appels téléphoniques professionnels et privés, et des rencontres avec son psychiatre et avec son amie Pat Newcomb. Le samedi est identique : appels téléphoniques, travail dans le jardin avec le docteur Greenson et promenade sur la plage avec l'acteur Peter Lawford, beau-frère des Kennedy. Certains témoignages la décrivent sous l'influence de tranquillisants. À 19 h 45, elle a encore une conversation téléphonique avec Lawford, où elle semble déprimée et confuse. Il rappelle un peu plus tard mais la ligne est en dérangement. Il passe plusieurs appels à des proches pour la joindre tout de même. Finalement jointe, Eunice Murray, la gouvernante engagée à la demande du docteur Greenson, indique que tout va bien : il est alors 20 h 30. Selon Donald Spoto auteur d'une biographie de Marilyn Monroe, elle est à ce moment déjà morte ou en train de mourir de surdosage.

### Mort
Marilyn Monroe meurt dans la nuit du 4 au 5 août 1962. Près de cinq heures se sont écoulées entre l'heure estimée du décès, vers 21 h 30 et 22 h, et le coup de téléphone à la police des Greenson, aux côtés de Mrs. Murray et du docteur Engelberg. Après enquête, le médecin légiste de Los Angeles note sur son dossier : « Suicide probable ». Sa mort ne sera jamais élucidée, dès 1962, la thèse de l'homicide étant invoquée, incriminant le FBI ou la CIA.
À Los Angeles, certaines rumeurs s’accordent sur le fait que le jour de la mort de Marilyn Monroe, Bobby Kennedy et son beau-frère Peter Lawford sont venus deux fois voir Marilyn Monroe ; Bobby lui déclara que ni lui ni John n'accepteraient de recevoir ses appels, John F. Kennedy et lui-même voulant ainsi couper court aux rumeurs sur leurs relations avec elle. Une querelle très vive éclata. Faute de preuves, les témoignages n'ont jamais été corroborés et ne restent que des spéculations.
Selon les relevés téléphoniques de l’actrice, à 20 h 30, elle reçut un appel de Peter Lawford l’invitant à dîner mais elle refusa. Celui-ci dira qu’elle avait l’air groggy. Son dernier appel fut à 22 h. Elle passa un coup de fil à son photographe, Ralph Robert. Mais il ne répond pas. Selon la standardiste qui prend l’appel, Marilyn est à peine capable de parler. Alors que celle-ci pense que Marilyn s’est endormie au téléphone, le coroner déclara que c’est vers cette heure-là que Marilyn mourut. Inquiète que Marilyn ait fermé la porte à clé, chose qu’elle ne faisait jamais, sa gouvernante Eunice Murray appela le psychiatre Ralph Greenson et le docteur Hengelberg. Arrivés sur les lieux, Greenson cassa la fenêtre de sa chambre et dit, mot pour mot : « Je crois bien que nous l’avons perdue ». De longues heures passent avant qu’ils n’appellent la police et l’ambulance, prétendant que sous le choc, ils préférèrent d’abord annoncer la nouvelle aux studios. Le sergent Jack Clemmons dit que les docteurs Greenson et Hengelberg semblaient distants et nota la curieuse attitude de la gouvernante qui passait le linge à la machine à laver. Aussi, il trouva la position de Marilyn suspecte ; elle était dans ce qu’il appelait la « position du gendarme », les bras le long du corps alors que généralement, une personne morte d’une overdose est souvent recroquevillée sur elle-même à cause de la douleur. Basé sur un surdosage de somnifères se trouvant dans son corps, le verdict du juge face à la mort de Marilyn Monroe fut « suicide probable » laissant toutes sortes d’allégations possibles.
À la morgue, sa coiffeuse habituelle Agnès Flanagan (coiffeuse de Jean Harlow qu'elle avait engagée pour réaliser sa célèbre coloration blonde platine) ne peut apprêter les cheveux de Marilyn, trop abîmés par des années de traitement (peroxyde pour la coloration, soude caustique pour le défrisage) mais aussi par l'autopsie. Une perruque lui est mise, copiant la coiffure qu'elle portait dans son dernier film Something's Got to Give et faisant naître la rumeur qu'elle portait déjà une perruque durant le tournage, ainsi que pour le précédent Les Désaxés.

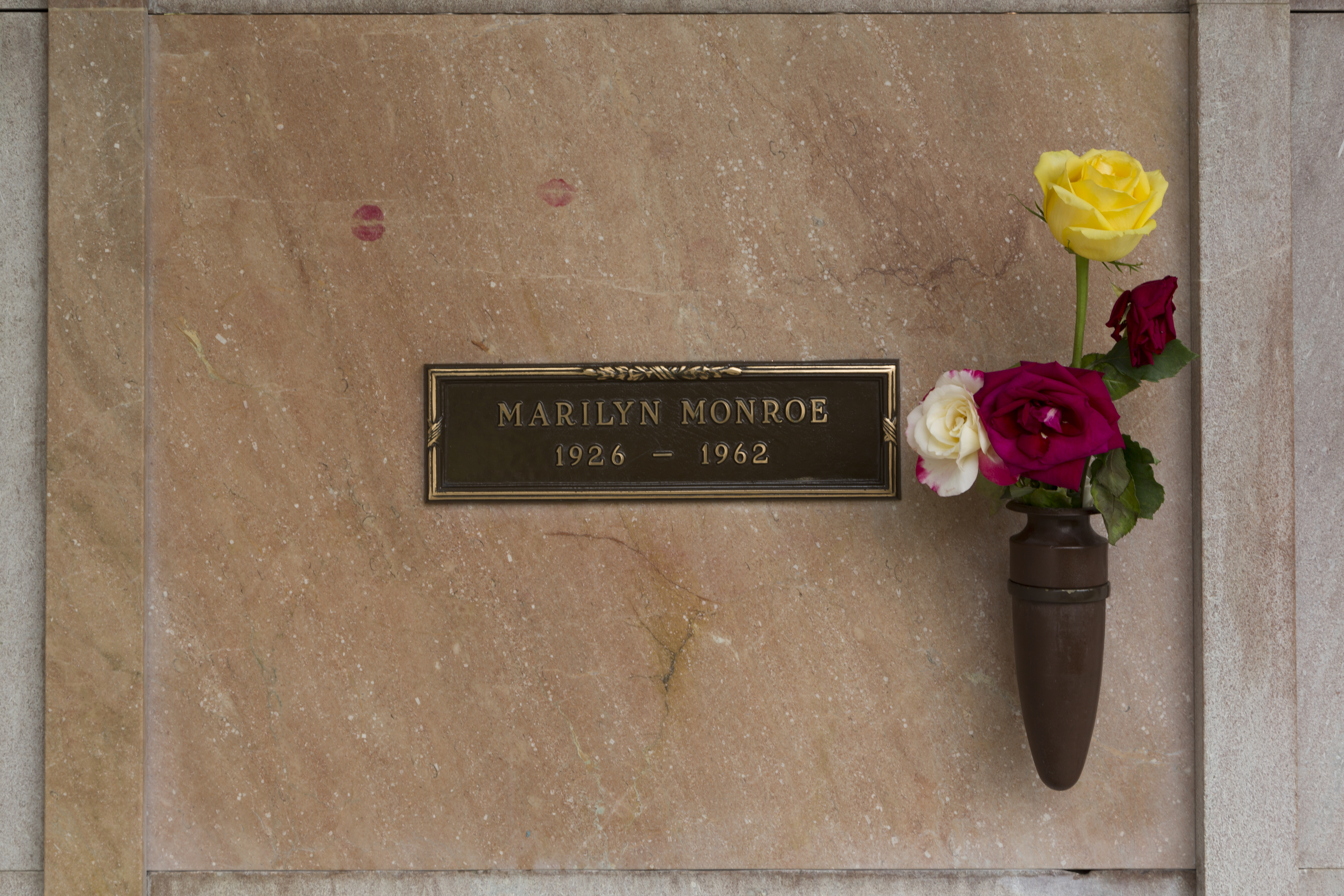
Sépulture murale de Marilyn Monroe au cimetière Westwood Memorial Park.

Marilyn est inhumée le 8 août 1962 au Westwood Village Memorial Park Cemetery de Los Angeles. C'est sa demi-sœur, Berniece Miracle, avec l'aide de Joe DiMaggio, qui organise les funérailles privées auxquelles ne sont pas présents, malgré leurs protestations, ses amis stars tels que Dean Martin ou encore Frank Sinatra. Cependant, des centaines de badauds se massent dans les rues autour du cimetière. Bouleversé, son ex-mari se penche sur son cercueil et murmure à trois reprises « Je t'aime ». La cérémonie prend fin avec l'un des airs préférés de Marilyn, Over the Rainbow interprété par Judy Garland. Elle est ensuite ensevelie dans la tombe 24 du Corridor of Memories.
Marilyn était une star internationale et sa mort subite fit la une des journaux aux États-Unis et en Europe. Selon Lois Banner, le taux de suicide à Los Angeles a doublé le mois suivant son décès ; le tirage de la plupart des journaux a augmenté ce mois-là, et le Chicago Tribune a rapporté qu'il avait reçu des centaines d'appels téléphoniques de personnes qui demandaient des informations sur sa mort. Jean Cocteau a déclaré que sa mort devrait être une terrible leçon pour tous ceux dont le travail consiste principalement à espionner et à tourmenter des stars de cinéma. Son ancienne co-vedette Laurence Olivier l'a qualifiée de « victime complète de Ballyhoo et de la sensation », et Joshua Logan (réalisateur de Bus Stop), a déclaré qu'elle était l'une des personnes les plus méconnues du monde.
Le 17 août 1962, le magazine Life réédite sa dernière interview, « A Last Long Talk With A Lonely Girl » par Richard Meryman, parue auparavant le 3 août 1962, soit deux jours avant sa mort.

### Incertitudes autour de la cause de sa mort

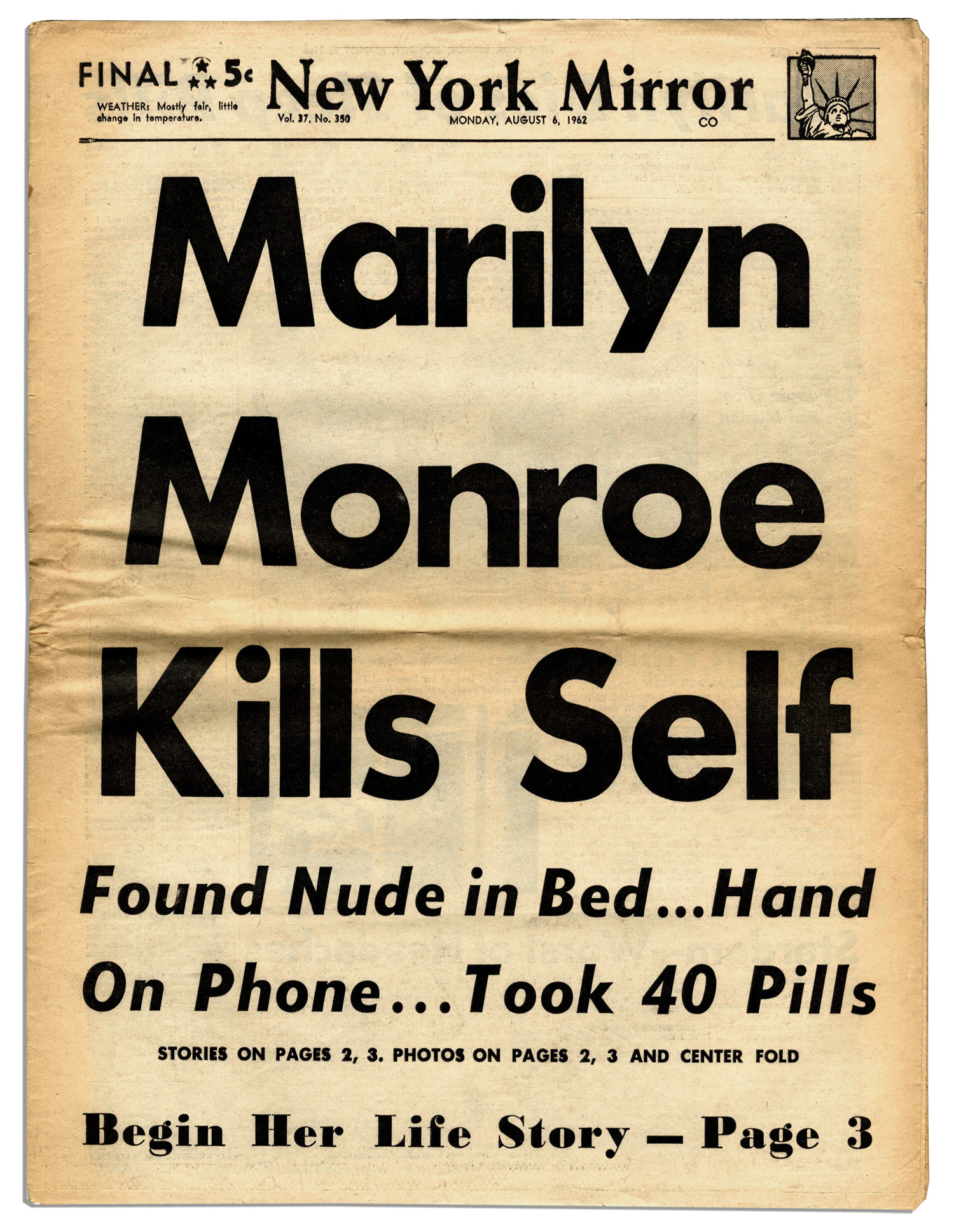
La une du journal New York Mirror en date du 6 août 1962 annonçant, un jour après sa mort, le décès de l'actrice.

Le 5 août 1962, vers trois heures du matin, Eunice Murray, la gouvernante de Marilyn Monroe, s'inquiète que l'actrice se soit enfermée dans sa chambre, laissant la lumière allumée mais ne répondant pas à son appel. Elle alerte le psychiatre Ralph Greenson qui, arrivé sur les lieux, casse la vitre de la fenêtre de la chambre et découvre l'actrice morte sur son lit, une main posée sur le combiné du téléphone, la table de nuit jonchée de boîtes de comprimés et sur le sol un flacon vide de Nembutal. Greenson appelle Hyman Engelberg, le médecin personnel de Marilyn, qui arrive à son domicile vers 3 h 50 et constate officiellement sa mort. Le sergent Jack Clemmons du commissariat de police de West Los Angeles reçoit un appel téléphonique à 4 h 25 d'Hyman Engelberg, qui l'informe du suicide de l'actrice. Clemmons est ainsi le premier agent de police à arriver au domicile de la star à Brentwood.
Le rapport du médecin légiste Thomas Noguchi parle de « suicide probable » dû à un surdosage accidentel de barbituriques (acute barbiturate poisoning ingestion of overdose),.
Devant un rapport d'autopsie sommaire et la disparition du foie, des reins et de l'estomac le procureur de district, John Miner (en), est le premier à envisager l'hypothèse de l'assassinat.
En raison d'un manque de preuves, les enquêteurs n'ont ni classé le dossier, ni dit s'il s'agissait d'un suicide ou d'un homicide. Selon certaines rumeurs, Marilyn Monroe aurait été victime d'un complot ourdi par le FBI et la CIA dans le but d'accumuler des preuves contre les Kennedy. Ces rumeurs ont été reprises par le romancier Norman Mailer dans son livre Marilyn - une biographie (1974), livre qui légitime l'assassinat alors qu'il reconnaît plus tard que ce n'était qu'une pure fiction faite dans un but lucratif.
Don Wolfe, dans ses livres The Last Days of Marilyn Monroe (1998) et The Assassination of Marilyn Monroe (1999) soutient l'hypothèse de l'assassinat d'État. Cette version impliquerait Robert Kennedy et tout un ensemble de proches de l'actrice qui se seraient tus pendant des années.
Selon Donald Spoto, Marilyn est morte à la suite d'une erreur médicale. On lui aurait administré un lavement à l'hydrate de chloral, préparé par son psychanalyste Ralph Greenson (le chloral lui permettait de dormir), alors qu'elle avait absorbé préalablement du Nembutal, le mélange de ces deux substances pouvant se révéler fatal.
En 1985, le dossier sur le décès de Marilyn Monroe est rouvert à Los Angeles, le président du Grand Jury Sam Cordova s'oppose au procureur de district Ira Reiner en demandant des enquêtes supplémentaires pour éclaircir des questions laissées sans réponse. La demande d'enquête sur l'implication de Robert Kennedy est rejetée en regard des données probantes.
En 2005, le Los Angeles Times publie des extraits d'entretiens de Marilyn avec son psychiatre, tels que rapportés par un enquêteur sur sa mort, dans lesquels la star s'interrogerait sur sa carrière, son physique, ses mariages, et révélerait avoir eu une liaison avec Joan Crawford. Après sa mort, le procureur chargé de l'enquête, John Miner, aurait obtenu du psychiatre de la star, le Dr Ralph Greenson, qu'il lui passe les enregistrements faits des séances de Marilyn sur son divan, et en aurait pris des notes très complètes. Dans ces notes, Marilyn Monroe se montrerait obsédée par les Oscars et se posant des questions sur sa carrière, envisageant notamment de jouer du William Shakespeare pour être enfin considérée comme une actrice sérieuse. Elle aurait également raconté à son psychiatre comment elle s'examinait dans le miroir, nue, pour observer l'effet de l'âge sur son corps, et trouvant que « ma poitrine commence à s'affaisser un peu, (mais) ma taille est encore bien, et mes fesses sont encore ce qui se fait de mieux. » Elle parlerait également de Clark Gable, chez qui elle chercherait un amour paternel, et de ses mariages et divorces avec le joueur de baseball Joe DiMaggio et le dramaturge Arthur Miller. Elle y révélerait enfin avoir eu une aventure lesbienne d'une nuit avec l'actrice Joan Crawford. « La fois suivante que j'ai vu Crawford, elle voulait recommencer, mais je lui ai dit franchement que je n'avais pas tellement aimé faire ça avec une femme. Après ça, elle m'en a voulu. » Le psychiatre aurait permis à John Miner d'écouter ces bandes à condition qu'il n'en révèle jamais le contenu. Celui-ci n'a rompu cette promesse de secret que des années après la mort du psychiatre, lorsque certains biographes de l'actrice ont suggéré que celui-ci pouvait être considéré comme suspect dans la mort de la star.
Selon le procureur, à écouter ces bandes, il serait évident « qu'il n'était absolument pas possible que cette femme se soit suicidée. Elle a des projets bien précis pour son avenir, elle sait exactement ce qu'elle veut faire. Lee Strasberg lui a dit qu'elle doit jouer du Shakespeare, et elle est fascinée par cette idée. » Le procureur estime que l'actrice a été assassinée : après l'avoir endormie par quelque chose dans son verre, on lui aurait administré du Nembutal dissous dans de l'eau, à forte dose, sous forme de lavement. Cependant, les affirmations du procureur Miner sont remises en doute par de nombreux biographes ; elles sont contredites par plusieurs témoins, dont l'ancien substitut du procureur et la veuve du psychiatre Ralph Greenson, qui a affirmé au Los Angeles Times que son mari n'avait jamais évoqué l'existence de ces bandes,. Il n'existe que les transcriptions faites par John Miner, d'après lui le Dr Ralph Greenson aurait détruit les bandes.
Si la thèse de l'assassinat d'État semble être définitivement écartée, il ne reste plus que celles du suicide ou de l'accident, la thèse du suicide repose sur des bases fragiles (décompensation mélancolique brutale liée à ses troubles bipolaires) ; il reste alors celle de l'accident dû au mélange des barbituriques avec l'alcool qui aurait entraîné une détresse cardiaque, soit de l'accident provoqué par le lavement de son psychiatre, le dossier reste ouvert,.
Marilyn Monroe souffrait d'endométriose, l'obligeant à ingérer de grandes doses de médicaments pour supporter la douleur. Lors de son opération par Leon Krohn et Marcus Rabwin, un stade avancé d'endométriose lui est découvert en avril 1952, au lieu de l'appendicite pour laquelle elle subit une intervention. Elle est ainsi opérée à sept reprises entre 1952 et 1962. Deux de ses biographes, Anthony Summers (en 1985) et Donald Spoto (en 1993) abordent les souffrances gynécologiques auxquelles l'actrice était sujette depuis son adolescence, l'obligeant parfois à s'arrêter brutalement de conduire pour se plier en deux de douleur sur le bas-côté de la route. De nombreuses boîtes d'antidouleurs prescrits pour les douleurs menstruelles sont également vues sur la coiffeuse de l'actrice. Selon Martin Winckler, l'ingestion massive de médicaments pour lutter contre les douleurs de l'endométriose est ainsi à l'origine de la mort de Marilyn Monroe.

## Postérité

### Popularité

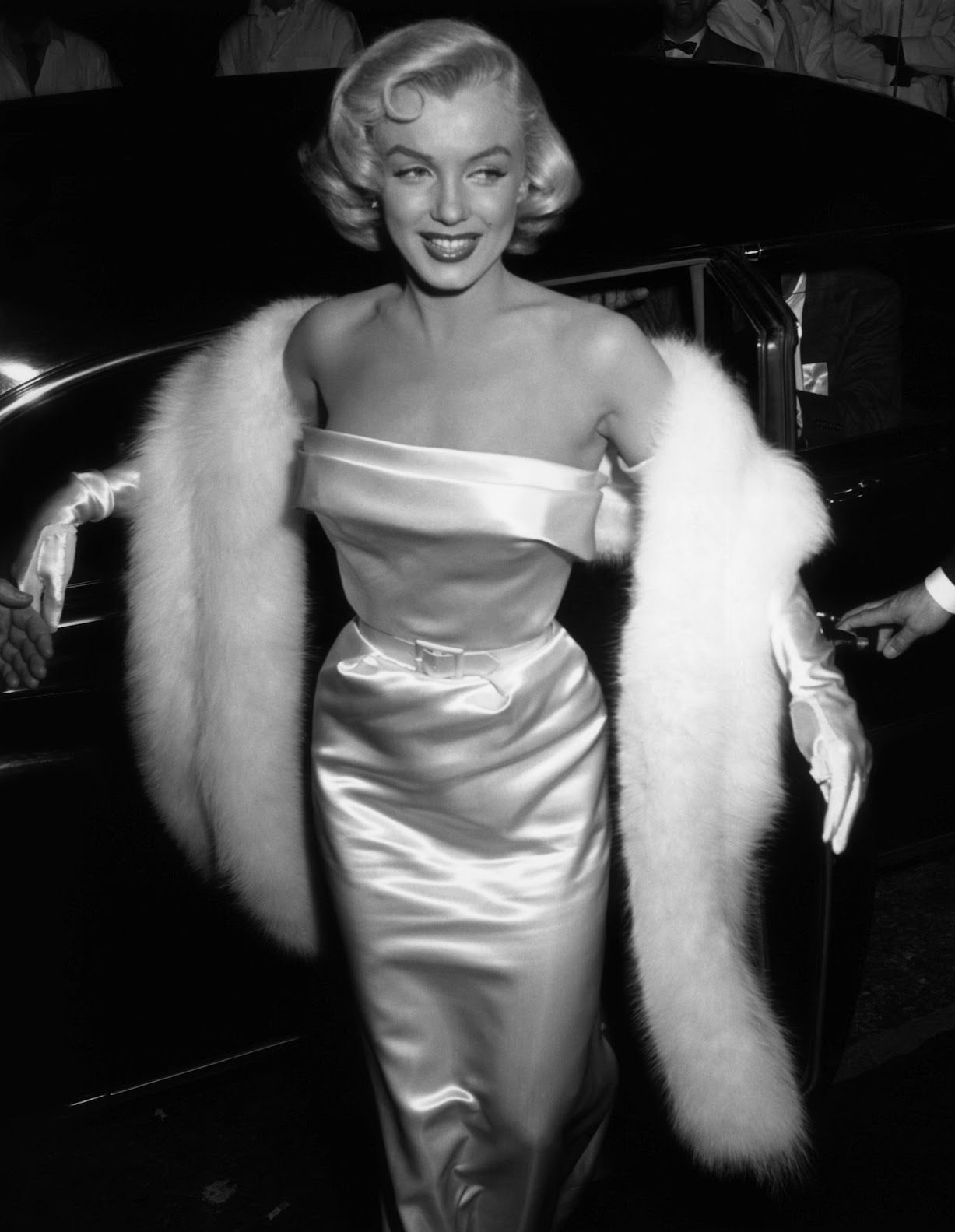
Marilyn Monroe en mai 1953, arrivant à une fête donnée en l'honneur de Louella Parsons.

Près de soixante ans après sa mort, Marilyn Monroe reste une des actrices les plus connues. De nombreux documentaires et biographies lui ont été consacrés et plusieurs téléfilms ont retracé sa vie, avec des comédiennes comme Ashley Judd ou Poppy Montgomery. Elle a récemment été incarnée par Charlotte Sullivan dans la mini-série Les Kennedy et Michelle Williams dans My Week with Marilyn. En 2022, l'année des 60 ans de la disparition de Marilyn, est diffusé sur Netflix le biopic Blonde issu du livre de Joyce Carol Oates avec Ana de Armas dans le rôle de Marilyn Monroe.
Son image est encore largement utilisée sur les couvertures de magazines, dans les publicités, pour des produits dérivés comme du maquillage, ou au cinéma comme dans Pulp Fiction, L.A. Confidential ou encore la série Les Simpson dans laquelle on peut apercevoir la scène du métro de Sept Ans de réflexion. En 2006, Nicole Kidman prête sa voix au personnage de Norma Jean du dessin animé Happy Feet.
Elle est également évoquée dans plusieurs chansons, comme Candle in the Wind et Goodbye Yellow Brick Road d'Elton John, Vogue et Material Girl de Madonna, Norma Jean Baker écrite et composée par Serge Gainsbourg et interprétée Jane Birkin, Marilyn & John interprétée par Vanessa Paradis, Black Marilyn de Shy'm ou Marilyn Monroe de Pharrell Williams.
En 2012, Marilyn Monroe produisait toujours un revenu annuel estimé par le magazine Forbes à 27 millions de dollars. Elle est de ce fait considérée comme l'icône féminine la plus lucrative au monde.
Pour l'anecdote, les quelque cinq cent-soixante-seize lots vendus aux enchères par la maison Christie's les mercredi 27 et jeudi 28 octobre 1999 à New York avaient été légués par Marilyn à Lee Strasberg dans l'idée qu'il les remettrait à leur cercle d'amis, ce qu'il n'a pas fait : les biens ont été thésaurisés et, à la mort de Lee, transmis à sa deuxième épouse, Anna Strasberg, qui a finalement décidé de les vendre. Le montant total des enchères, estimé entre dix et quinze millions de dollars, s'est élevé à 13,4 millions de dollars. Parallèlement, son compte bancaire présentait, lors du décès, un solde de 800 000 $ (7 744 000 $ actuels).[réf. souhaitée]
L'actrice a également été le sujet d'une célèbre série de sérigraphies réalisée par le « pape » du Pop art, Andy Warhol, débutée en 1964 avec « Shot Sage Blue Marilyn ». C'est l'une des œuvres de l'artiste les plus reproduites à ce jour. En 1967, l'exposition Hommage to Marilyn Monroe rassemble de nombreux artistes de la tendance « pop » à la galerie Sydney Janis de New York.

### Les robes de Marilyn Monroe

#### La robe blanche deSept Ans de réflexion

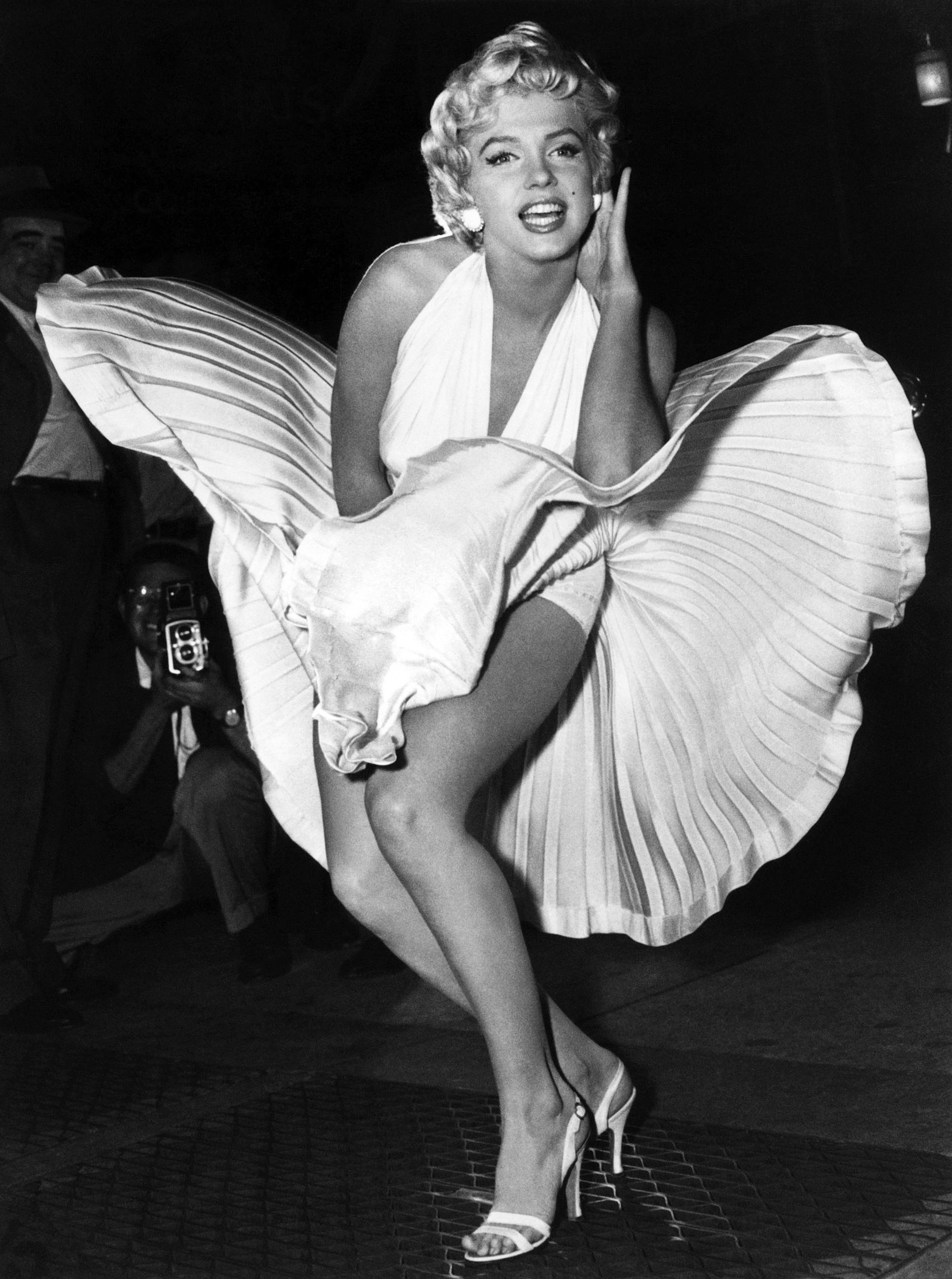
Marilyn Monroe dans les rues de New York le 16 septembre 1954 lors du tournage de Sept Ans de réflexion, durant sa célèbre scène où elle porte une robe blanche au-dessus d’une grille de métro dont le souffle la fait s'envoler.

Marilyn Monroe est considérée comme une icône culturelle de l’histoire du cinéma, notamment avec l'image tirée d'une scène du film Sept Ans de réflexion (The Seven Year Itch, 1955) de Billy Wilder où l'actrice, portant une robe blanche, se tient au-dessus d’une grille de métro dont le courant d'air soulève sa robe.
En septembre 1954, elle commence le tournage de Sept Ans de réflexion et incarne le rôle principal de « The Girl », une femme devenant l’objet des fantasmes sexuels de son voisin marié. Bien que le film ait été tourné à Hollywood, le studio décide d’organiser sa promotion précoce en tournant une scène à Manhattan sur Lexington Avenue. Le tournage de la scène dure plusieurs heures, et attire une foule de près de 2 000 spectateurs, y compris des photographes professionnels. La robe blanche apparaît dans la séquence où Marilyn Monroe et la co-vedette Tom Ewell quittent le théâtre Trans-Lux de la 52e Rue. Quand ils entendent une rame de métro passer sous la grille du trottoir, le personnage de Monroe s'avance sur la grille en disant « Ooh, sentez-vous la brise du métro ? », alors que le vent soulève la robe et expose ses jambes.
Après la mort de l'actrice en 1962, le costumier Travilla garda la robe sous clef avec de nombreux autres costumes qu'il avait confectionnés pour Marilyn au fil des années, à tel point que l'on parla d'une « collection perdue ». Ce n'est qu'après sa mort, en 1990, que Bill Sarris, un collègue de Travilla, exposa les vêtements. La robe rejoint ensuite la collection privée de souvenirs d'Hollywood appartenant à l’actrice Debbie Reynolds au Hollywood Motion Picture Museum. Au cours d'une interview avec Oprah Winfrey, parlant de la robe de Monroe, Debbie Reynolds déclara que la robe était devenue écrue « parce que, comme vous le savez, elle est très très ancienne maintenant ». En 2011, cependant, elle annonça vendre sa collection lors d'une vente aux enchères se déroulant par étapes, la première étant le 18 juin 2011. Avant la vente aux enchères, on estimait que la robe de Marilyn se vendrait entre un et deux millions de dollars, mais elle se vendit en réalité à plus de 5,6 millions de dollars (4,6 millions de dollars, plus une commission de un million),.

#### La robe de l'anniversaire de JFK
En mai 2022, lors de la soirée de gala du Metropolitan Museum of Art de New York, la femme d'affaires Kim Kardashian porte la robe qui a habillé Marilyn Monroe à l’anniversaire du président John F. Kennedy le 19 mai 1962. La robe, crée par Bob Mackie, de couleur chair, brodée à la main de 2 500 cristaux, a été achetée aux enchères en 2016 par Ripley’s Believe It or Not!, « un empire médiatique qui possède également une chaîne de musées » pour la somme record de 4,8 millions de dollars. Elle avait été achetée une première fois aux enchères par l'homme d'affaires Martin Zweig pour 1,3 million de dollars. Le dessin de la robe par Bob Mackie, s'est vendu 10 000 dollars.

### Héritage
Marilyn Monroe, reconnaissante envers Anna Freud qui l'a reçue et écoutée alors qu'elle était en tournage à Londres pour Le Prince et la Danseuse, a mis le Anna Freud Centre (en) sur son testament en lui léguant « 25 % de sa fortune et de ses futurs droits d'auteur ». Ce legs rapporte toujours à la fondation, le business autour de l'actrice engendrant « environ 10 millions d'euros par an grâce aux nombreuses marques qui utilisent toujours son image »[réf. nécessaire]. À 21 ans, Marilyn avait lu L'Interprétation du rêve de Sigmund Freud et avait également failli jouer dans un film confié à Jean-Paul Sartre qui souhaitait faire jouer Marilyn Monroe. « Mais Freud, passions secrètes se fera finalement sans lui et sans l'actrice ».

## Vie privée

### Mariages

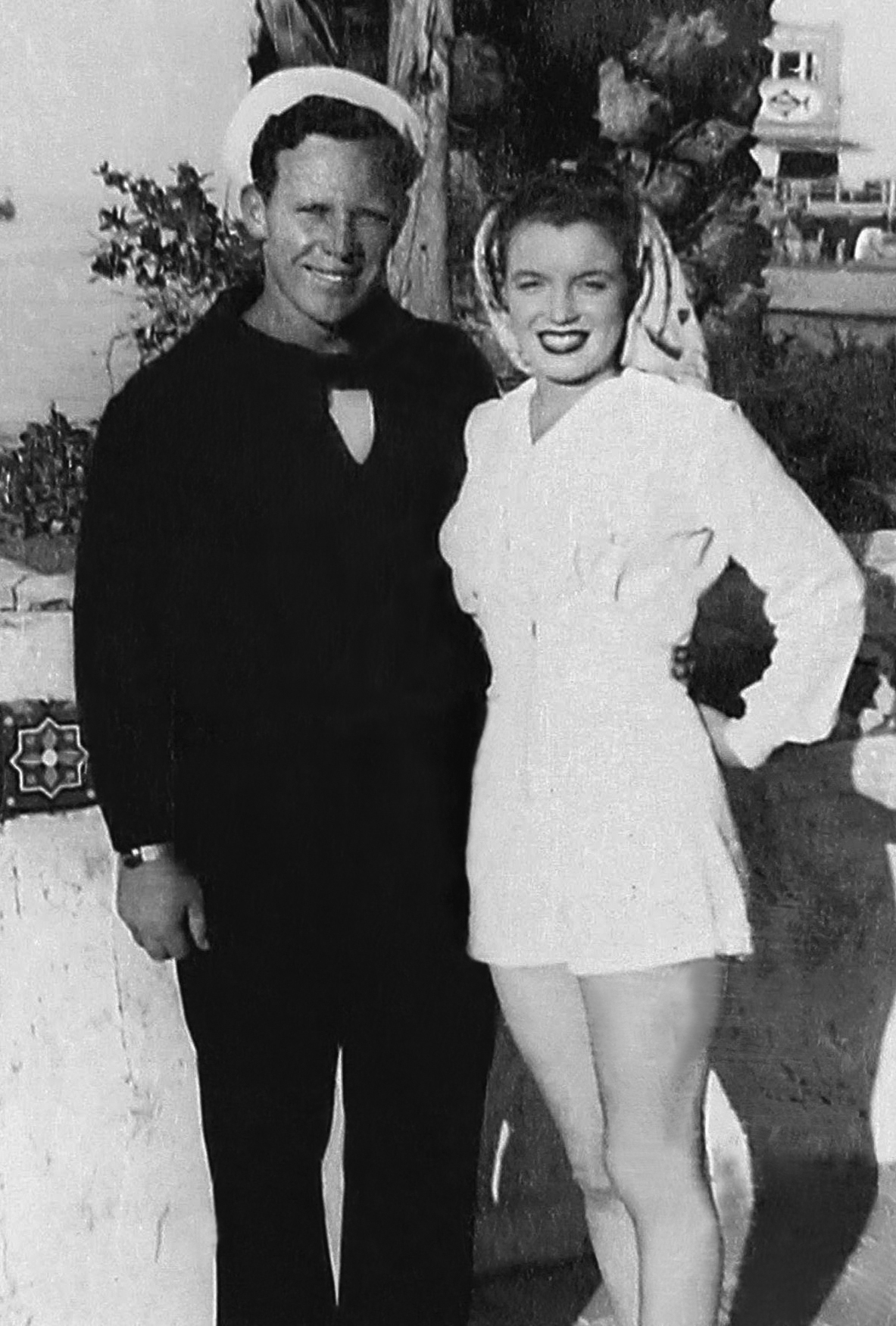
Marilyn Monroe avec son premier époux, James Dougherty, vers 1943–44. Ils se sont mariés quand elle avait 16 ans et ont divorcé en 1946, alors qu'elle avait 20 ans.

Marilyn Monroe a été mariée trois fois :
- du 19 juin 1942 au 13 septembre 1946 avec James Dougherty[60] ;
- du 14 janvier au 27 octobre 1954 avec Joe DiMaggio[60] ;
- du 29 juin 1956 au 24 janvier 1961 avec Arthur Miller[60].

Âgée de seize ans, elle épouse en 1942 James Dougherty surnommé « Jim le Veinard » pour l'avoir épousée. Elle le surnomme « Daddy » et se fait appeler « Bébé ». Dans son enfance, Marilyn Monroe a manqué de tout et, lorsque James s'engage dans la Marine, elle s'effondre et se sent une nouvelle fois abandonnée. Elle déclare plus tard que « ce mariage n'avait été ni heureux, ni malheureux. » Cette première séparation n'est pour elle qu'une simple formalité.

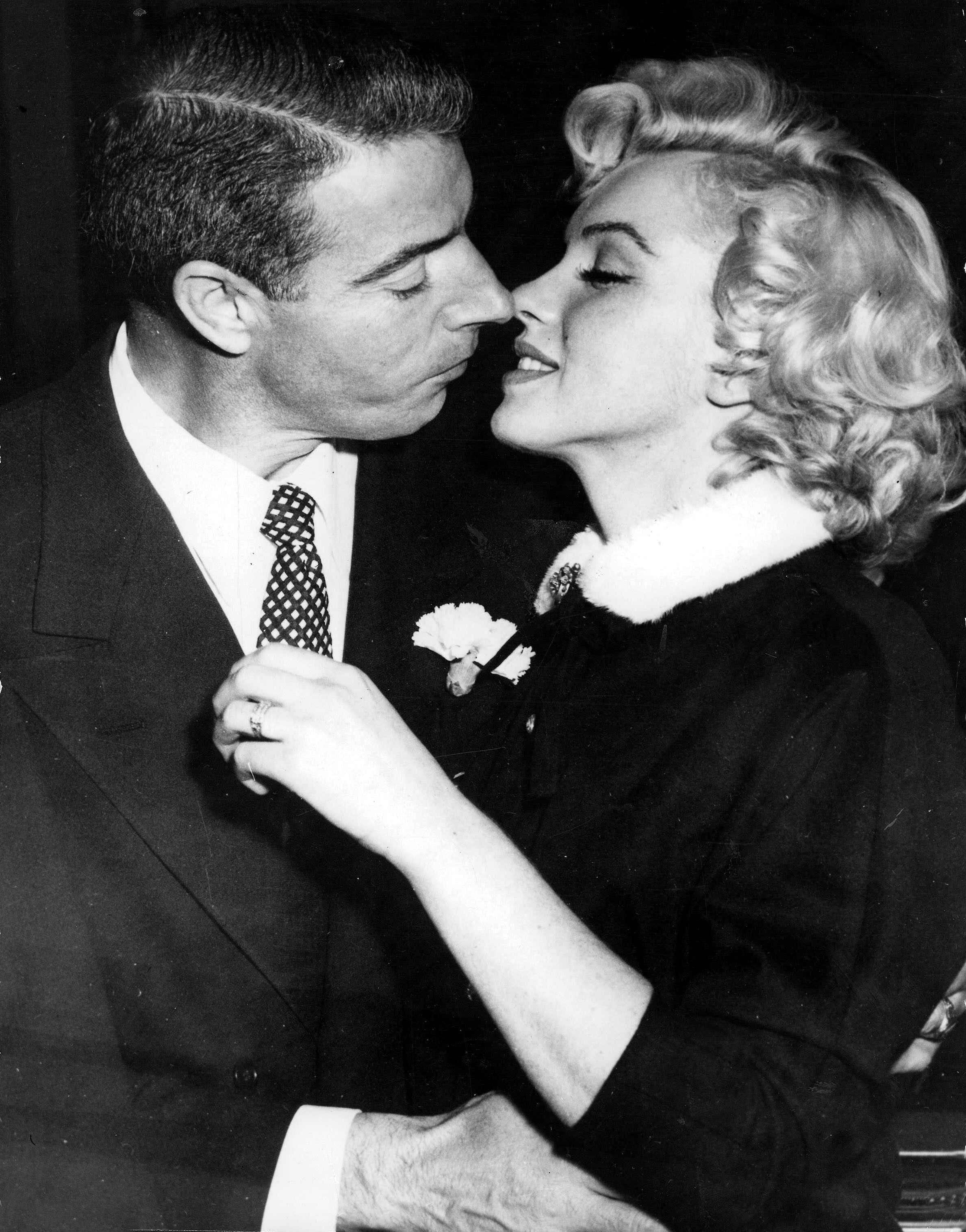
Joe DiMaggio et Marilyn Monroe après leur mariage à l'hôtel de ville de San Francisco, le 14 janvier 1954.

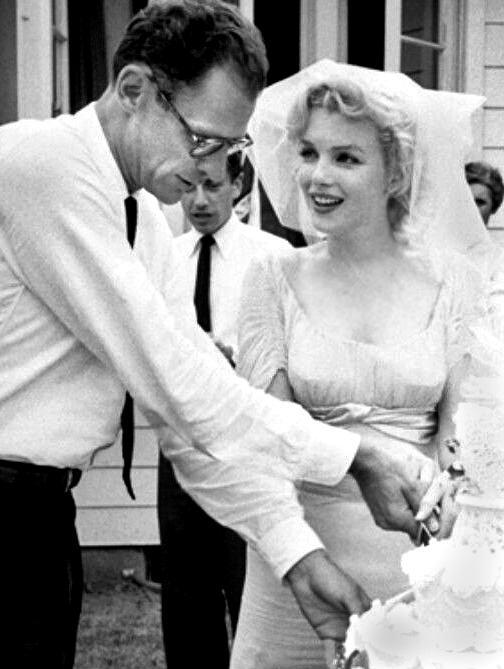
Arthur Miller et Marilyn Monroe lors de leur mariage dans le Comté de Westchester, État de New York, le 29 juin 1956.

D'origine sicilienne, le champion de baseball Joe DiMaggio, le plus célèbre des années 1950, tombe sous son charme et divorce pour l'épouser en 1954. Leur histoire passionne l'Amérique entière. Mais l'amour qu'elle voue à son travail et à son public fait exploser le couple neuf mois plus tard. Même s'ils s'aiment encore, le tribunal l'accuse officiellement de cruauté mentale.
Pour aimer, Marilyn Monroe a aussi besoin d'admirer. C'est le cas devant l'écrivain Arthur Miller qui est fasciné par elle. Après leur mariage en 1956, ce dernier change d'avis et n'hésite pas à raconter sur elle les pires horreurs : « C'est un monstre narcissique et méchant qui a pris mon énergie et m'a vidé de mon talent. » Marilyn Monroe pense avoir trouvé le bonheur et l'équilibre auprès de lui, mais malgré tous ses efforts dont sa conversion au judaïsme,,, le couple se sépare en 1961.

### Autres relations
Sur le tournage du Milliardaire, Marilyn Monroe tombe sous le charme de son partenaire Yves Montand. Simone Signoret, la compagne de celui-ci, déclare : « Si Marilyn est amoureuse de mon mari, c'est la preuve qu'elle a bon goût. » Montand finit par se lasser des sentiments pourtant sincères de l'actrice à son égard et revient vers Signoret.
Clark Gable symbolisa longtemps l'homme idéal pour Marilyn Monroe qui aimait imaginer que son père lui ressemblait. Durant le tournage des Désaxés, Gable ignora courtoisement le fait que l'actrice soit amoureuse de lui.
Peu de temps avant sa mort Cass Chaplin, fils cadet de l'acteur Charlie Chaplin affirme dans ses mémoires avoir eu une relation amicale puis amoureuse avec l'actrice.Une information qui sera par ailleurs relevée par le biographe Anthony Summers dans son livre consacré à la star. Il n'y a pas de chronologie précise pour cette relation. Toutefois, Summers affirme que Cass Chaplin a même officialisé la relation auprès de ses parents en 1947 pour la Noël. La liaison prend fin quand Cass Chaplin découvre que Marilyn Monroe le trompe avec son meilleur ami, Edward G. Robinson Jr., fils de l'acteur Edward G. Robinson.

### Relations avec les Kennedy

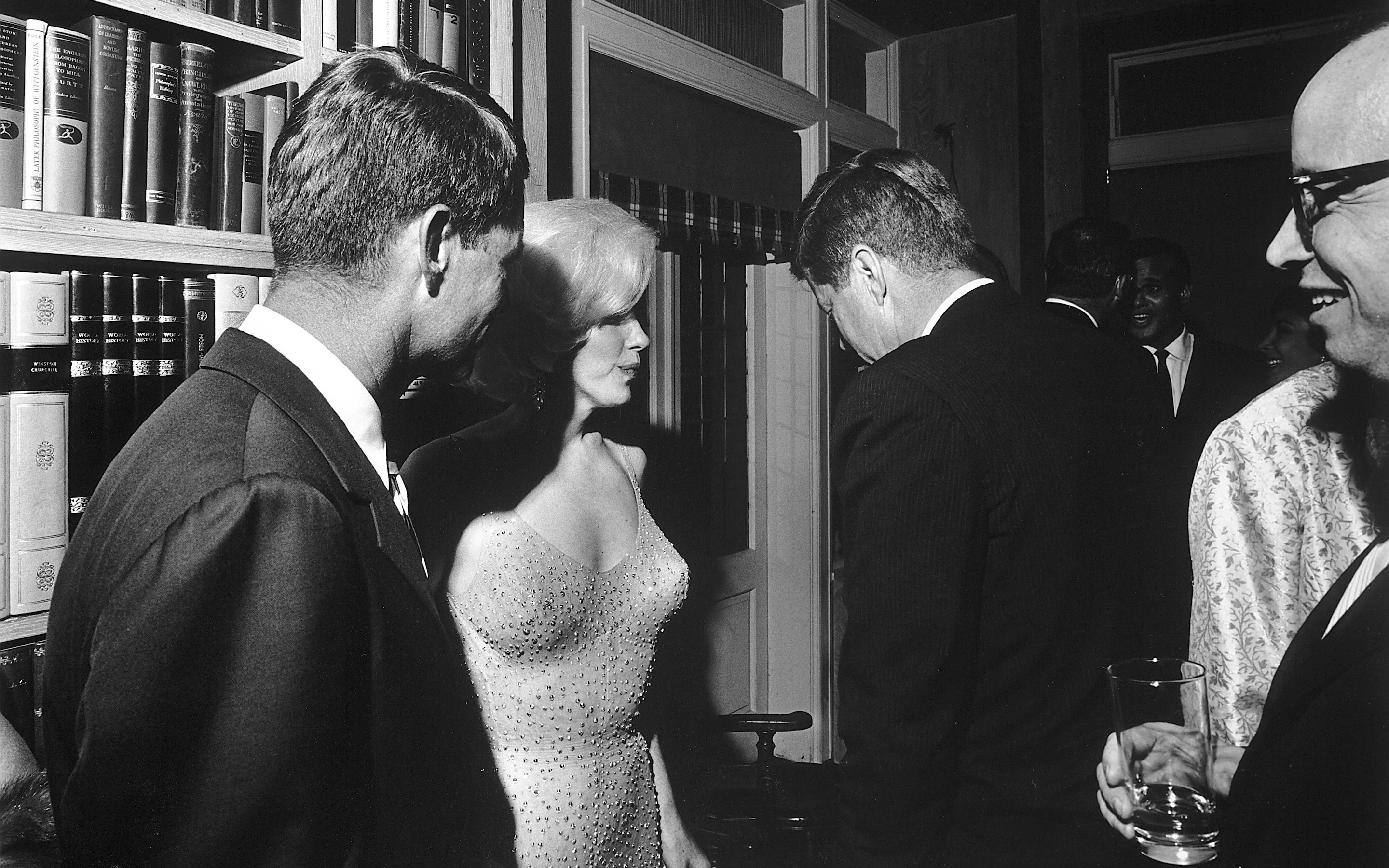
Robert Kennedy, Marilyn Monroe et John Fitzgerald Kennedy en 1962.

Le 19 mai 1962, Marilyn Monroe fait sa dernière apparition publique importante, presque ivre, en chantant Happy Birthday, Mr. President à l'occasion du 45e anniversaire du président John Fitzgerald Kennedy au Madison Square Garden. La robe ultramoulante qu'elle porte à cette occasion a été vendue aux enchères en 1999 pour 1,3 million de dollars. Cette robe-fourreau, en gaze de soie rose parsemée de 2 500 strass, est devenue la robe la plus chère au monde, devançant celle que la princesse Diana portait pour danser avec John Travolta, vendue pour 222 500 dollars en juin 1997.
Dès les années 1960, les relations de la star avec John Fitzgerald Kennedy et son frère Robert Kennedy ont fait l'objet de rumeurs.
Ce n'est qu'en 1970 que ces relations sont confirmées, lors de la publication par Frank Cappell du livre The Strange Death of Marilyn Monroe. Une autre amante de JFK, Judith Campbell, en a également fait état dans son autobiographie, publiée en 1977.

### Marilyn Monroe et la religion
Le livre de prières juives (Siddour) de Marilyn Monroe est mis aux enchères à New York en octobre 2018. Elle l'aurait reçu après son mariage avec Arthur Miller et sa conversion au judaïsme. Le Siddour porte l'inscription en anglais Daily Prayers (prières journalières) et aurait un lien avec le « Avenue N Jewish Center » de Brooklyn, à New York, qu'Arthur Miller fréquentait. Ils s'étaient mariés civilement le 29 juin 1956, au Palais de Justice du Westchester County, et deux jours plus tard, le 1er juillet 1956, ils avaient eu une cérémonie religieuse, et le rabbin Robert Goldburg avait converti Marilyn Monroe au judaïsme.
Le rabbin Goldberg publie sur ce sujet en 2010, dans le Reform Judaism magazine. Même après son divorce le 24 janvier 1961 avec Arthur Miller, Marilyn Monroe continue à se considérer comme juive, admirant les valeurs éthiques du judaïsme. Elle garde jusqu'à sa mort un an plus tard son Siddour et une Menorah, qui joue la Hatikvah, l'hymne national israélien.

### Politique
Bien que la pensée politique de Marilyn Monroe ait été moins étudiée que d’autres aspects de sa vie, elle a suscité un certain intérêt et donné lieu à diverses spéculations et théories, parfois sans fondement solide. Cependant, selon certains auteurs, sa vision politique serait plus nuancée qu’il n’y paraît au premier abord,.
Pour mieux comprendre sa pensée, on peut observer que Marilyn Monroe a exprimé une grande admiration envers plusieurs figures historiques et contemporaines aux positions politiques très diverses. Cette variété suggère que Monroe valorisait davantage la perception de justice et l’engagement social de ces personnes que leur appartenance idéologique précise. Parmi les figures qu’elle admirait, on compte Abraham Lincoln, John Fitzgerald Kennedy, Arthur Miller ou Lincoln Steffens,,,.
Diverses preuves montrent que Marilyn Monroe adoptait des positions claires sur certains sujets politiques et sociaux. Elle défendait activement les droits civiques et l’égalité raciale, manifestait une préoccupation pour la situation des travailleurs, des minorités et des personnes en situation de pauvreté. Elle rejetait également le maccarthysme, promouvait la liberté artistique et d’expression, et attachait beaucoup d’importance à la justice et aux libertés civiles. Elle s’est engagée dans des causes pacifistes, finançant notamment des initiatives telles que SANE, et exprimait dans des interviews son inquiétude face à la menace nucléaire. Pour Marilyn, la liberté sexuelle était une valeur vitale, allant jusqu’à faire des déclarations publiques comme : « Le sexe fait partie de la vie, c’est naturel — et je préfère suivre la nature ». Par ailleurs, elle a parfois manifesté son attachement à la démocratie, affirmant avoir été élevée dans cette croyance. Enfin, elle était inscrite comme électrice du Parti démocrate (États-Unis).
En mars 1960, Marilyn Monroe écrivit une lettre à son ami Lester Markell dans laquelle elle abordait plusieurs sujets politiques importants. Elle y exprimait son rejet envers Richard Nixon et sa sympathie pour Nelson Rockefeller, Hubert Humphrey et Adlai Stevenson II, indiquant que son président idéal serait William O. Douglas. Monroe évoquait également Fidel Castro, dans un contexte post-révolution cubaine mais avant que Castro n’adopte le communisme, ainsi que le débarquement raté de la Baie des Cochons. Dans cette lettre, elle critiquait le fait que les États-Unis n’aient pas soutenu les Cubains, ne serait-ce que pour développer la démocratie, et remettait en question la couverture médiatique concernant Castro. Elle précisait aussi qu’elle avait été élevée dans la foi démocratique,.
L’historienne Lois Banner a soutenu que Marilyn Monroe aurait exprimé des opinions proches de la gauche radicale, interprétant par exemple la lettre à Lester Markell comme une marque de sympathie envers des dirigeants communistes et une critique du capitalisme. Cette lecture a cependant été nuancée par d'autres auteurs, comme Larry Jordan, qui soulignent que Fidel Castro n'était pas encore communiste à cette époque et qu’il bénéficiait alors d’une certaine admiration aux États-Unis. Dans la lettre, Monroe ne fait pas mention explicite du communisme ou du capitalisme, mais insiste sur son attachement à la démocratie. Elle ne manifeste pas un soutien clair à Castro, se contentant de critiquer l’absence de soutien américain aux aspirations démocratiques du peuple cubain et de questionner la représentation médiatique de la situation à Cuba. Lois Banner a également affirmé dans certaines interviews que Monroe aurait soutenu Castro au printemps 1962, bien qu’aucune source documentaire ne vienne confirmer cette déclaration, qui ne figure d’ailleurs pas dans l’ouvrage qu’elle a consacré à l’actrice. Au printemps 1962, Monroe participe publiquement à l’hommage d’anniversaire au président John Fitzgerald Kennedy (Happy Birthday, Mr. President), dans un contexte de forte tension entre les États-Unis et le régime cubain,,.
Marilyn Monroe a fait l’objet d’une surveillance de la part du FBI, dans un contexte où de nombreuses célébrités étaient également visées par des enquêtes pour d’éventuelles sympathies communistes. La majorité des documents liés à cette surveillance concernent ses liens avec son mari Arthur Miller, ainsi qu’avec Frederick Vanderbilt Field, militant de gauche et ancien membre du Parti communiste, qu’elle aurait rencontré brièvement lors d’un voyage au Mexique au début de l’année 1962. L’analyse idéologique des agents du FBI reste très sommaire. Elle se fonde notamment sur deux remarques attribuées à Monroe lors d’une réception chez Peter Lawford, où elle aurait questionné la moralité des essais nucléaires menés sous la présidence de John F. Kennedy et exprimé son inquiétude concernant l’avenir de la jeunesse américaine. Ces propos ont conduit le FBI à considérer ses opinions comme “modérément orientées à gauche”, bien que certains auteurs jugent ces conclusions disproportionnées, voire représentatives du climat de suspicion propre à l’époque,. Malgré cette surveillance, aucun élément ne permet d’établir un lien direct entre Monroe et le Parti communiste des États-Unis.
Marilyn Monroe ne semblait pas adhérer à une idéologie politique précise. Elle aurait d’ailleurs écrit : « Dans toute expérience de groupe, il faut distinguer les individus. Je n’ai jamais été douée pour appartenir à un groupe quelconque, même un groupe de deux personnes », ce qui suggère une réticence à se sentir affiliée à un courant collectif, y compris idéologique. Aucune personne de son entourage proche n’a rapporté qu’elle se serait revendiquée d’une idéologie particulière, et Monroe elle-même n’a laissé aucun témoignage en ce sens. Ses prises de position semblent plutôt s’appuyer sur ce qu’elle considérait comme juste ou bénéfique pour l’intérêt général, sans suivre de ligne politique définie. Sur les questions sociales, toutefois, ses opinions apparaissent nettement progressistes. Le poète Carl Sandburg, proche de Monroe, aurait noté qu’elle se sentait mal à l’aise lorsqu’il était question de politique ou d’économie. À partir de 1960 — année électorale — plusieurs auteurs relèvent néanmoins un intérêt croissant de sa part pour les affaires politiques, en particulier pour les questions de politique intérieure. Il n’existe cependant pas de preuve qu’elle ait adhéré à des idéologies abstraites ou théorisées. Au début de l’année 1962, en prévision d’une rencontre avec Robert Francis Kennedy, Monroe aurait demandé à Danny Greenson de lui préparer des questions sur la politique, ne se sentant pas suffisamment à l’aise sur ce sujet, ce qui laisserait penser que ses connaissances restaient limitées. Le biographe Anthony Summers a estimé que Monroe ne s’était jamais engagée activement en politique, tout en soulignant qu’elle se percevait comme faisant partie de la classe ouvrière et qu’elle admirait la figure de l’« homme du peuple »,,,,.

## Filmographie

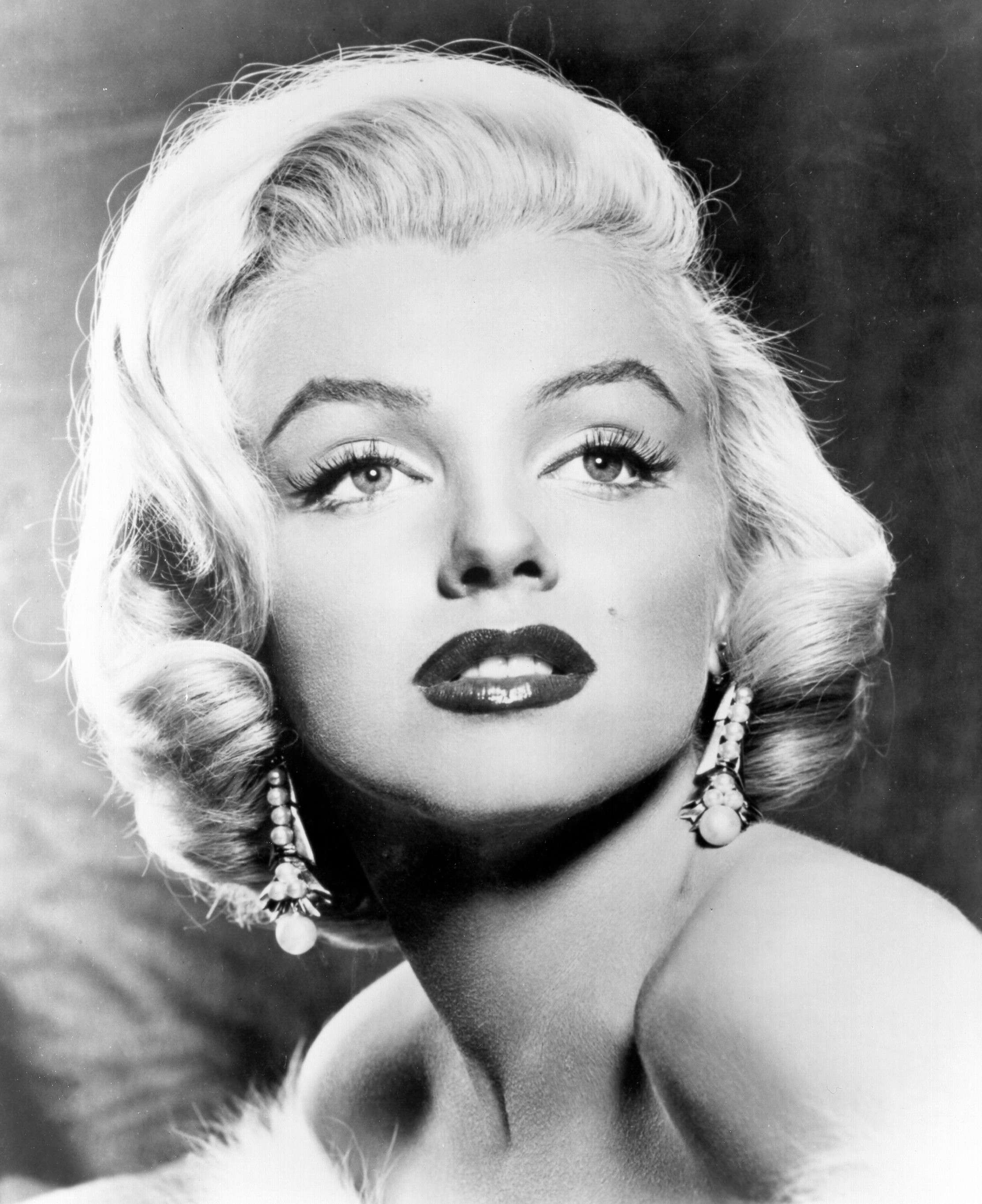
Marilyn Monroe en 1953.

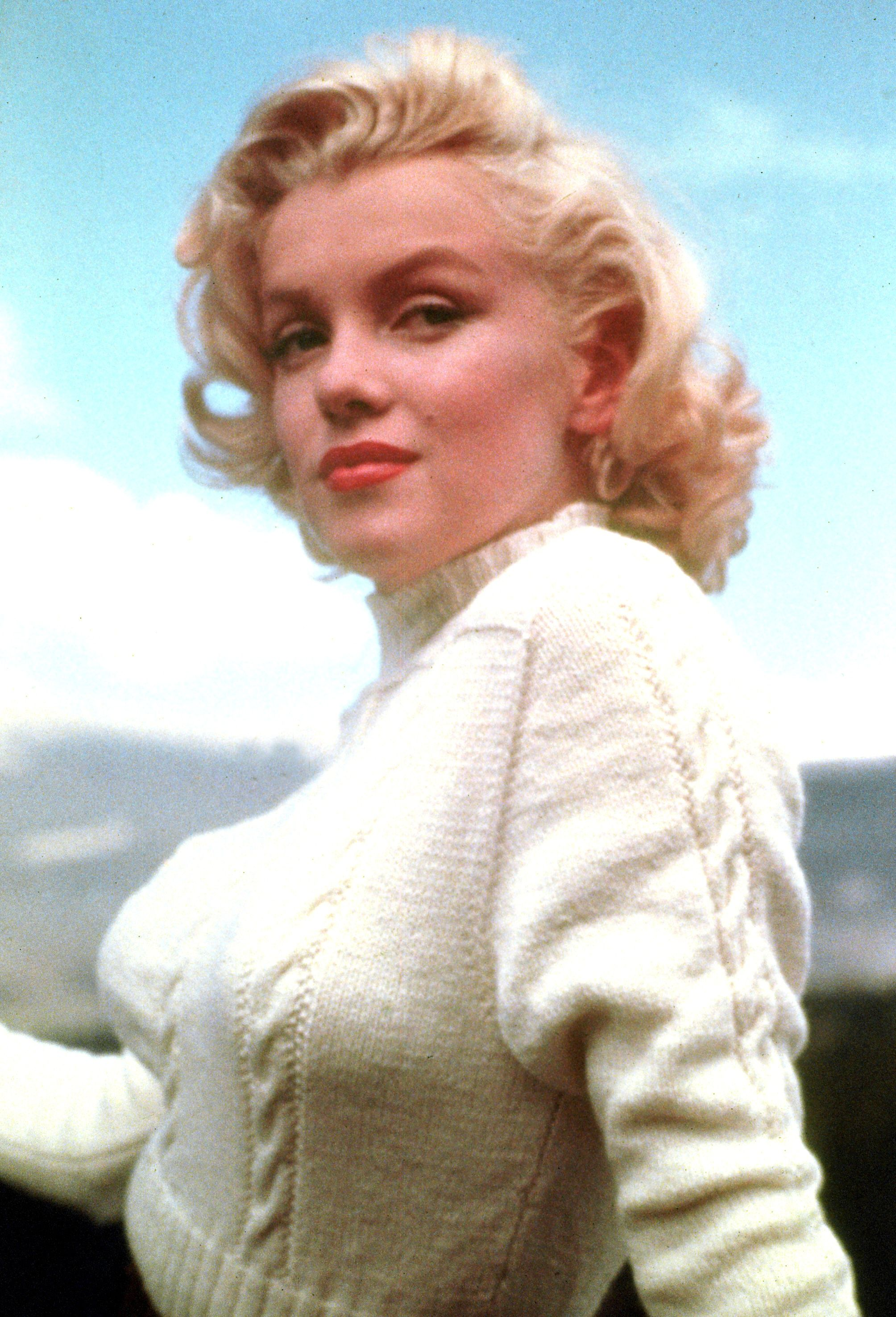
Marilyn Monroe en novembre 1953.

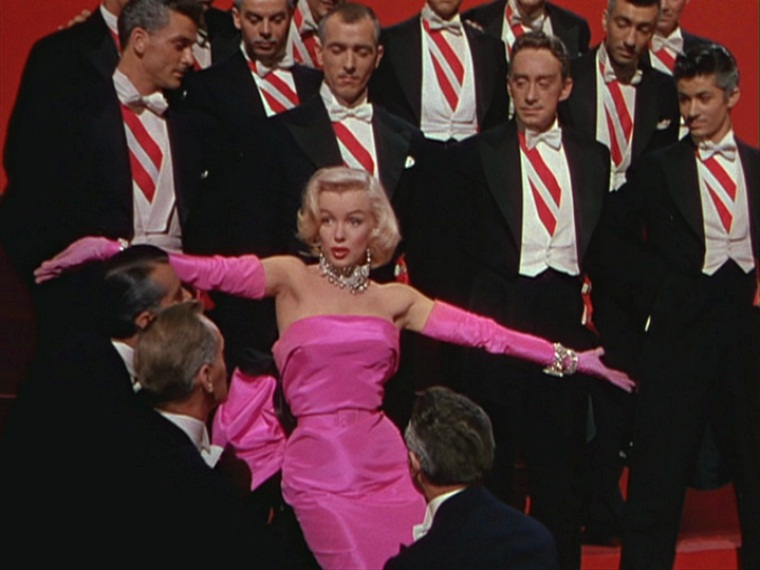
Marilyn Monroe en train d’interpréter la chanson Diamonds Are a Girl's Best Friend dans le film Les hommes préfèrent les blondes (1953).

- 1947 : Dangerous Years d’Arthur Pierson : Evie
- 1948 : Choisie entre toutes de Lloyd Bacon : une jeune fille (non créditée) (non confirmé)[254]
- 1948 : Bagarre pour une blonde de Hugh Herbert : Betty (non créditée)[255]
- 1948 : Alerte au ranch de Louis King : une danseuse de quadrille (non créditée)[256]
- 1948 : Les Reines du music-hall de Phil Karlson : Peggy Martin
- 1949 : La Pêche au trésor de David Miller : la cliente de Grunion
- 1950 : Le Petit Train du Far West de Richard Sale : Clara (non créditée)[257]
- 1950 : Tourment de John Sturges : Dusky Ledoux (non créditée)[258]
- 1950 : Les Rois de la piste de Tay Garnett : Polly
- 1950 : Quand la ville dort de John Huston : Angela Phinlay
- 1950 : Ève de Joseph L. Mankiewicz : Claudia Caswell
- 1951 : Chéri, divorçons de Richard Sale : Joyce Mannering
- 1951 : Home Town Story d'Arthur Pierson : Iris Martin
- 1951 : Rendez-moi ma femme de Harmon Jones : Harriet
- 1951 : Nid d'amour de Joseph M. Newman : Roberta « Bobbie » Stevens
- 1952 : La Sarabande des pantins, segment The Cop and the Anthem de Henry Koster : la prostituée
- 1952 : Chérie, je me sens rajeunir de Howard Hawks : Lois Laurel
- 1952 : Le démon s'éveille la nuit de Fritz Lang : Peggy
- 1952 : Cinq Mariages à l'essai d'Edmund Goulding : Anabel Norris
- 1952 : Troublez-moi ce soir de Roy Ward Baker : Nell Forbes
- 1953 : Niagara de Henry Hathaway : Rose Loomis
- 1953 : Les hommes préfèrent les blondes de Howard Hawks : Lorelei Lee
- 1953 : Comment épouser un millionnaire de Jean Negulesco : Pola Debevoise
- 1954 : Rivière sans retour d'Otto Preminger : Kay Weston
- 1954 : La Joyeuse Parade de Walter Lang : Vicky
- 1955 : Sept Ans de réflexion de Billy Wilder : la fille
- 1956 : Arrêt d'autobus de Joshua Logan : Cherie
- 1957 : Le Prince et la Danseuse de Laurence Olivier : Elsie Marina
- 1959 : Certains l'aiment chaud de Billy Wilder : Sugar Kane Kowalczyk
- 1960 : Le Milliardaire de George Cukor : Amanda Dell
- 1961 : Les Désaxés de John Huston : Roslyn Taber
- 1962 : Marilyn Monroe : Les Derniers Jours de George Cukor (inachevé) : Ellen Wagstaff Arden

## Voix françaises
Certaines voix n'ont pas encore été identifiées.
- Claire Guibert dans :
  - 1952 : Chérie, je me sens rajeunir
  - 1953 : Niagara
  - 1954 : Rivière sans retour
  - 1955 : Sept Ans de réflexion
  - 1956 : Arrêt d’autobus
  - 1957 : Le Prince et la Danseuse
  - 1959 : Certains l’aiment chaud
  - 1960 : Le Milliardaire
  - 1961 : Les Désaxés

- Mony Dalmès dans :
  - 1953 : Les hommes préfèrent les blondes (voix parlée)
  - 1953 : Comment épouser un millionnaire

Et aussi
- 1952 : La Sarabande des pantins : Madeleine Briny
- 1952 : Le démon s'éveille la nuit : Marcelle Lajeunesse
- 1953 : Les hommes préfèrent les blondes : Claire Leclerc (voix chantée)

## Chansons
- Ladies of the Chorus du film Les Reines du music-hall
- Every Baby Needs A Da Da Daddy du film Les Reines du music-hall
- Anyone Can See I Love You du film Les Reines du music-hall
- Kiss du film Niagara
- She Acts Like a Woman Should (1953)
- A Fine Romance (1953)
- Do It Again (1953)
- Diamonds Are a Girl's Best Friend du film Les hommes préfèrent les blondes
- Bye Bye Baby du film Les hommes préfèrent les blondes
- When love goes wrong du film Les hommes préfèrent les blondes
- Two Little Girls from Little Rock du film Les hommes préfèrent les blondes
- River Of No Return du film Rivière sans retour
- One Silver Dollar du film Rivière sans retour
- I'm Gonna File My Claim du film Rivière sans retour
- Down in the Meadow du film Rivière sans retour
- Lazy du film La Joyeuse Parade
- You'd be surprised du film La Joyeuse Parade
- Heat wave du film La Joyeuse Parade
- A Man Chases a Girl du film La Joyeuse Parade
- After You Get What You Want, You Don't Want It du film La Joyeuse Parade
- There's No Business Like Show Business du film La Joyeuse Parade
- That Old Black Magic du film Arrêt d'autobus
- I Found a Dream du film Le Prince et la Danseuse
- I Wanna Be Loved by You du film Certains l'aiment chaud
- Runnin' Wild du film Certains l'aiment chaud
- I'm Through With Love du film Certains l'aiment chaud
- Some Like It Hot du film Certains l'aiment chaud
- My Heart Belongs to Daddy du film Le Milliardaire
- Specialization du film Le Milliardaire
- Let's Make Love du film Le Milliardaire
- Incurably Romantic du film Le Milliardaire

À cette liste peut s'ajouter la célèbre interprétation live de Happy Birthday, Mr. President pour l'anniversaire de John Fitzgerald Kennedy.

## Publications
- Marilyn Monroe (trad. Tiphaine Samoyault), Fragments. Poèmes, écrits intimes, lettres, Paris, Le Seuil, 2010, 264 p. (ISBN 978-2-02-102328-2)
- Marilyn Monroe et Ben Hecht (trad. de l'anglais), Confession inachevée, Paris, Robert Laffont, 2011, 240 p. (ISBN 978-2-221-12743-8)

## Distinctions

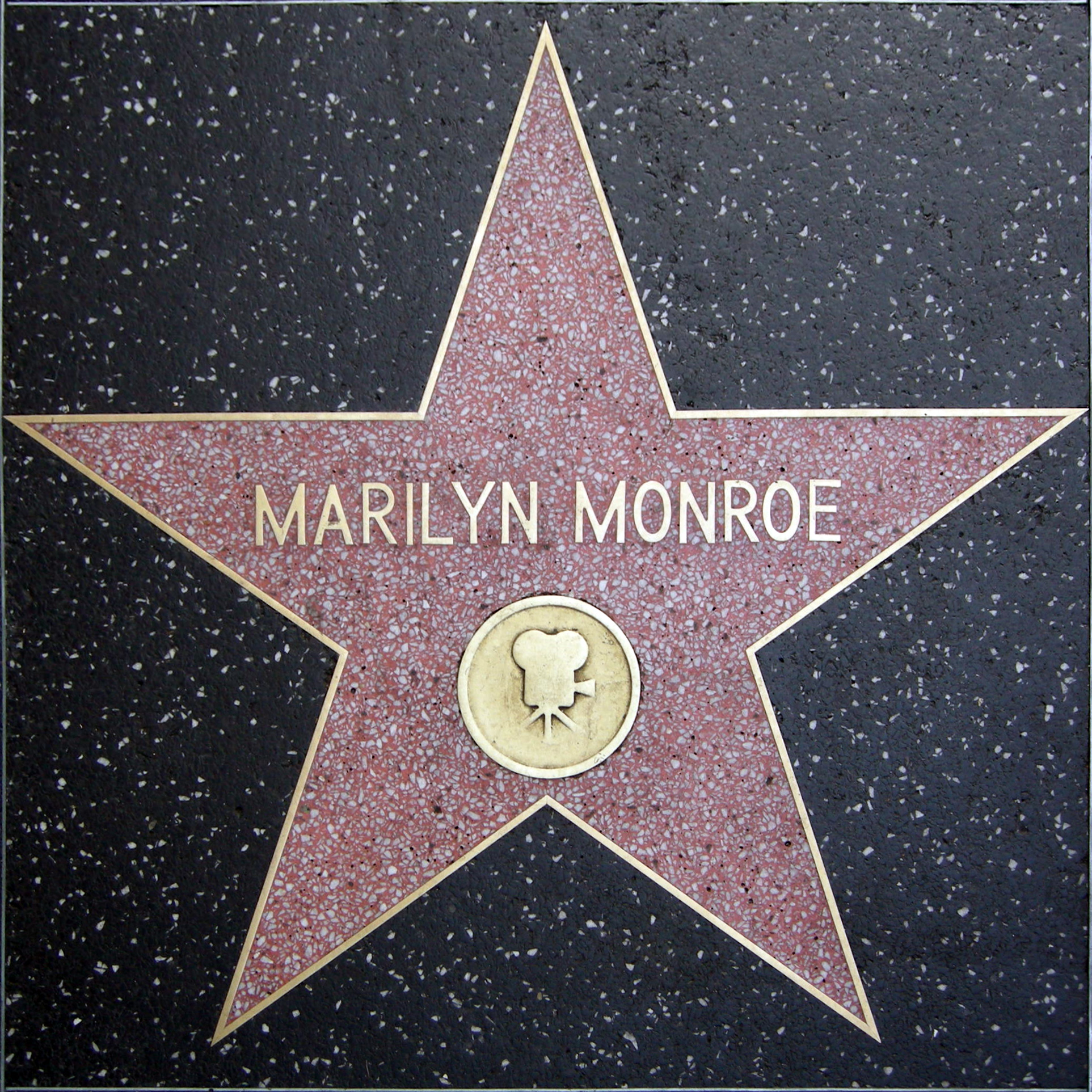
L'étoile de Marilyn Monroe sur le Hollywood Walk of Fame d'Hollywood Boulevard.

- Le 26 juin 1953, Marilyn Monroe et Jane Russell « immortalisent » leurs empreintes de mains et de pieds dans la cour d'honneur du Grauman's Chinese Theatre[96].
- L'actrice a également eu droit à son étoile à Hollywood sur le Hollywood Walk of Fame, à la hauteur du 6774, Hollywood Boulevard à la suite d'une cérémonie qui s'est tenue le 8 février 1960[259].

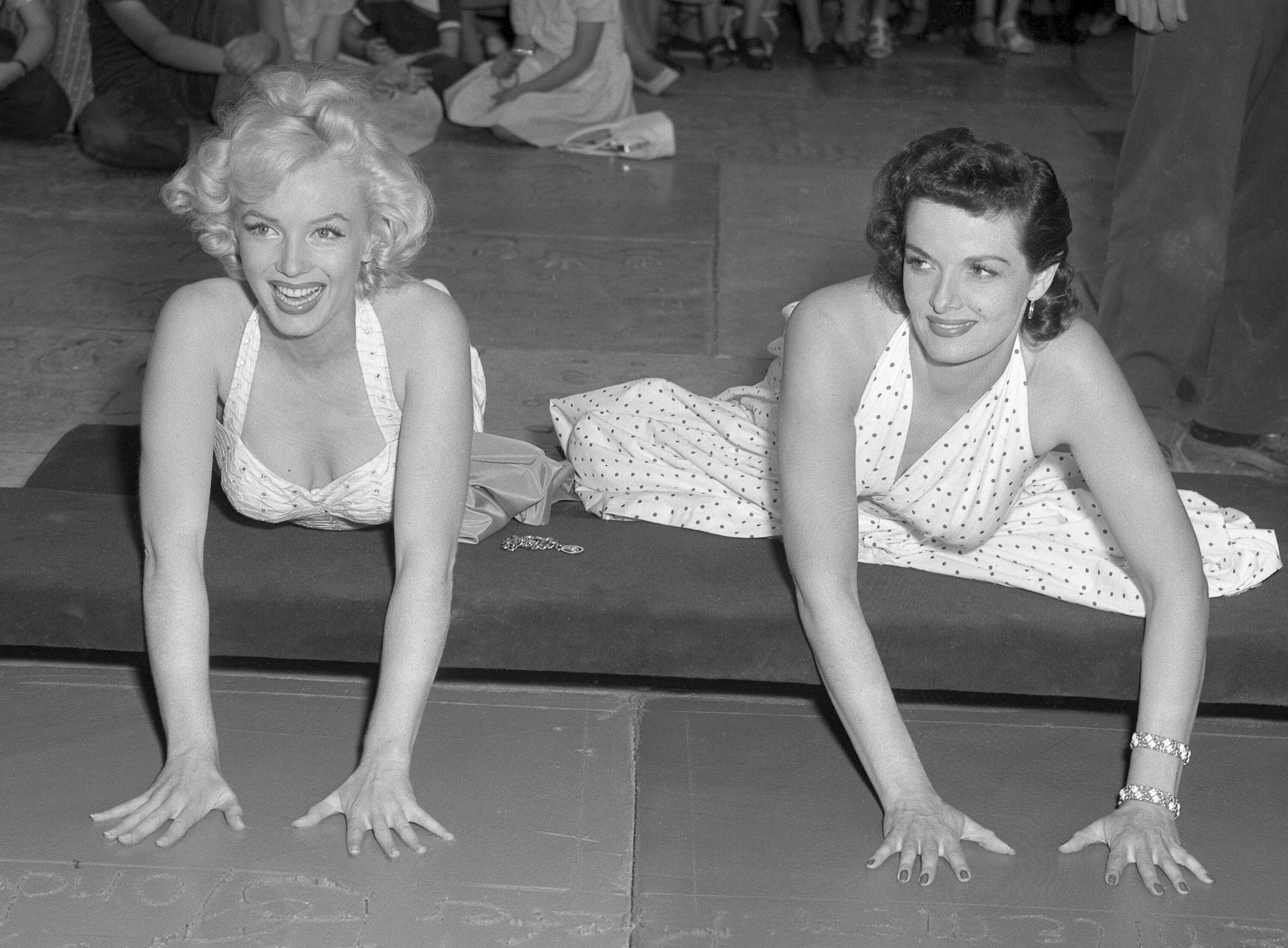
Marilyn Monroe et Jane Russell lors de la cérémonie au Grauman's Chinese Theatre, le 26 juin 1953.
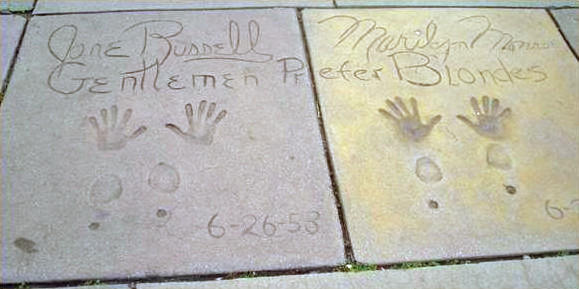
Les empreintes de J. Russell et M. Monroe au Grauman's Chinese Theatre (2011).

### Récompenses
- Photoplay 1952 : prix spécial du magazine
- Photoplay 1953 : vedette féminine la plus populaire du magazine
- Golden Globes 1954 : Henrietta Award
- David di Donatello 1958 : meilleure actrice étrangère pour Le Prince et la Danseuse
- Étoiles de cristal 1959 : meilleure actrice étrangère pour Le Prince et la Danseuse
- Golden Globes 1960 : meilleure actrice pour Certains l'aiment chaud
- Golden Globes 1962 : Henrietta Award

### Nominations
- British Academy Film Awards 1956 : meilleure actrice pour Sept Ans de réflexion
- Golden Globes 1956 : meilleure actrice pour Arrêt d'autobus
- British Academy Film Awards 1958 : meilleure actrice pour Le Prince et la Danseuse

### Hommages posthumes
- En 1999 l’American Film Institute l’a classée sixième des plus grandes actrices américaines de tous les temps dans le classement AFI’s 100 Years… 100 Stars[260],[261],[262],[263].
- En 2009, Marilyn Monroe a été classée no 1 de l'émission Film's Sexiest Women of All Time (« Femme la plus sexy de tous les temps au cinéma ») sur la chaîne américaine TV Guide Network.
- L'astéroïde (3768) Monroe a été baptisé en son hommage.
- Forever Marilyn est une statue géante de Marilyn Monroe conçue par Seward Johnson. La statue est une représentation de l'une des images les plus célèbres de Monroe, extraite du film The Seven Year Itch de Billy Wilder. Créée en 2011, elle a été exposée à divers endroits aux États-Unis, ainsi qu'en Australie. Elle a suscité la polémique et a été vandalisée à la peinture rouge.

## Œuvres inspirées par l'artiste

### Photomontage
En 1952, le photographe Philippe Halsman a créé un photomontage intitulé « Marilyn as Mao » (Marilyn comme Mao). Il s'agit d'un montage du visage de Marilyn Monroe superposé à un buste de Mao Zedong,.
En 1952, Marilyn Monroe avait déjà atteint le sommet de sa carrière à Hollywood, ayant signé un contrat de sept ans avec la 20th Century Fox et joué dans plusieurs films à succès, tout en se présentant comme le nouveau sex-symbol, tandis que Mao Zedong, qui avait déjà accumulé de nombreux postes clés en Chine, devenait le symbole de l'immense pouvoir et de la transformation du pays. Cette image artistique frappante a été utilisée par la suite par de nombreux artistes célèbres, dont Salvador Dali et les artistes chinois Yu Youhan et Hua Jiming.

### Statues
Monroe a fait l'objet d'une statue à Holywood, intitulée Forever Marilyn qui a suscité de nombreuses polémiques pour son côté provocateur, à tel point qu'elle a même été vandalisé à la peinture rouge. La statue est une représentation de l'une des images les plus célèbres de Monroe, extraite du film Sept Ans de réflexion de Billy Wilder.

### Arts graphiques

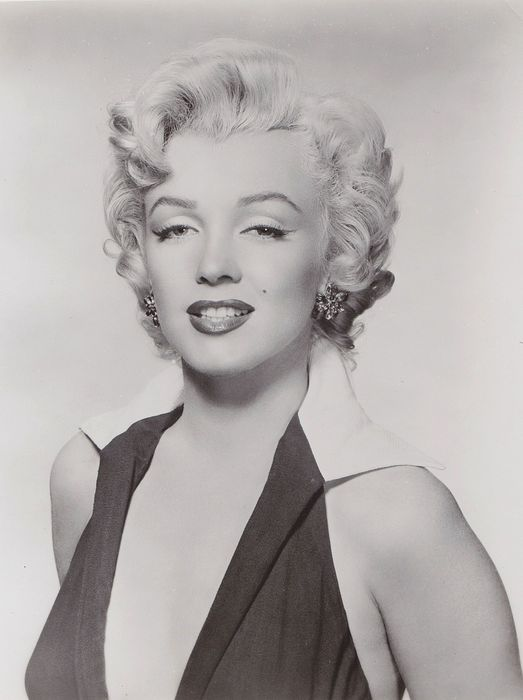
Photo publicitaire de Marilyn Monroe pour le film Niagara (1953).
Cette photo est l'une des plus emblématiques de l'actrice, ayant servi de base à la sérigraphie de l'artiste Andy Warhol en 1962, intitulée Marilyn Diptych.

Marilyn Monroe a été représentée par de nombreux peintres et artistes pop parmi lesquels :
- Willem de Kooning : Marilyn Monroe, 1954
- Douglas Kirkland : An evening with Marilyn
- James Gill : Marilyn Triptych, 1962
- James Rosenquist : Marilyn Monroe I, 1962
- Mimmo Rotella : Marilyn Monroe, 1962
- Wolf Vostell : Marilyn Monroe, 1962
- Andy Warhol : Marilyn Diptych, 1962
- Richard Hamilton : My Marilyn, 1966
- Salvador Dalí : Mao Monroe, 1967
- Robert Rauschenberg : Test Stone #1, 1967
- George Segal : The Film Poster, 1967
- Richard Lindner : Marilyn was here, 1970
- Richard Serra : Marilyn Monroe–Greta Garbo, 1981
- Gottfried Helnwein : Boulevard of Broken Dreams, 1984
- Peter Blake : Marilyn Monroe Wall No 2, 1990
- Douglas Gordon : As Kurt Cobain, as Andy Warhol, as Myra Hindley, as Marilyn Monroe, 1996
- Mel Ramos : Peek-a-boo Marilyn, 2002

### Théâtre
- 1964 : Après la chute (After the Fall), pièce en deux actes d'Arthur Miller, mise en scène d'Elia Kazan, avec Barbara Loden
- 2004 : La Fin du film (Finishing the Picture), pièce en deux actes d'Arthur Miller, mise en scène de Robert Falls, avec Frances Fisher
- 2011 : Norma Jeane, pièce en deux actes de John Arnold librement inspirée du roman de Joyce Carol Oates, mise en scène de l'auteur, avec Marion Malenfant
- 2011 : Norma Jeane, pièce de Pierre Glénat
- 2014 : Fragments[266] de et mise en scène par Samuel Doux d'après la correspondance de l'actrice, avec Lolita Chammah[267]
- 2015 : Bombshell, comédie musicale de Marc Shaiman et Scott Wittman issue de la série télévisée Smash, avec Megan Hilty.
- 2022 : Le Vertige Marilyn de Olivier Steiner, mise en scène d'Olivier Steiner et Emmanuel Lagarrigue avec Isabelle Adjani dans le rôle.
- 2023 : Bungalow 21 d'Éric-Emmanuel Schmitt, mise en scène de Jérome Lippman avec Emmanuelle Seigner dans le rôle.
- 2024 : Cannes Confidentiel, pièce comique et musicale en 3 actes écrite et mise en scène par Timothée Vaganay, inspiration du rôle d'Heidie Meyer et mention dans le spectacle[268].
- 2024 : Comme si je venais de naître, librement inspiré de sa correspondance, adaptation de Virginie Berling, mise en scène d'Antoine Courtray, avec Élodie Frégé dans le rôle.

### Ouvrages
- Susan Strasberg, Marilyn et moi, roman autobiographique, 1962.
- Colin Clark (en), The Prince, the Showgirl, and Me : Six Months on the Set with Marilyn and Olivier, 1966.
- Joyce Carol Oates, Blonde, biographie romancée, 2000.
- Michel Schneider, Marilyn, dernières séances, roman, 2006 - Lauréat du Prix Interallié.
- Patrick Besson, Marilyn Monroe n'est pas morte, Fayard, 2006.
- Daniel Charneux: Norma, roman, roman, 2006 - Lauréat du Prix Charles Plisnier.
- Colin Clark, Une semaine avec Marilyn (My Week with Marilyn), roman autobiographique, 2012.
- Laurence Peyrin, La Drôle de vie de Zelda Zonk, roman, 2015 - Lauréat du Prix Maison de la Presse.
- Anne Savelli, Musée Marilyn, éditions Inculte, 2022.
- Joyce Carol Oates, Nuit Néon, éditions Philippe Rey, 2023. (nouvelle : Miss Golden Dream, 1949)
- Nora Atalla, Jean-Max Méjean et Mattia Scarpulla, Elle s'appelait Marilyn, éd. Pleine Lune, 2024.
- Isabelle Adjani et Olivier Steiner, Du côté de chez Marilyn, l'Observatoire, 2024.
- Frédéric Debomy, Marilyn au-delà des mensonges, Nouveau Monde, 2024.

### Roman graphique
- Tommy Redolfi (scénario et dessin), Holy Wood - Portrait fantasmé de Marilyn Monroe, La Boîte à bulles, 2016, 256 p.

### Musique
- Chanson pour Marilyn (1963), chanson de Claude Nougaro
- Candle in the Wind (1973) d'Elton John
- Marilyn (1976), chanson de Nicolas Peyrac
- Marilyn (1980), opéra de Lorenzo Ferrero
- Norma Jeane Baker (1983) de Jane Birkin
- ¿Quién mató a Marilyn? (1984) de Los Prisioneros
- Marilyn et John (1988), chanson de Vanessa Paradis
- Marilyn Monroe (2012) de Nicki Minaj
- Black Marilyn (2012) de Shy'm
- Love Without Tragedy / Mother Mary (2012) de Rihanna
- Ma blonde et moi (Marilyn) (2013) de Florent Mothe
- Marilyn Monroe (2014) de Pharrell Williams

### Cinéma et télévision

#### Cinéma
- 1994 : Avec les félicitations du jury de Alek Keshishian, avec Sunshine H. Hernandez.
- 1996 : Norma Jean and Marilyn de Tim Fywell, avec Ashley Judd et Mira Sorvino.
- 2011 : Poupoupidou de Gérald Hustache-Mathieu, avec Sophie Quinton.
- 2011 : My Week with Marilyn de Simon Curtis, avec Michelle Williams.
- 2022 : Blonde d'Andrew Dominik, avec Ana de Armas.

#### Courts-métrages
- 1986 : Marilyn Monroe de Art Lieberman, images d'archives.
- 2016 : Rubita de Jota Linares, avec Maggie Civantos dans le rôle.
- 2025 : Crushtime de Timothée Vaganay, image d'archives[269].
- 2025 : Portrait of Norma Jeane de Timothée Vaganay, images d'archives.

#### Télévision
- 1993 : Code Quantum (saison 5, épisode 18, « Adieu Norma Jean » de Christopher Hibler)
- 2001 : Blonde de Joyce Chopra, avec Poppy Montgomery.
- 2011 : Les Kennedy de Jon Cassar, avec Charlotte Sullivan.
- 2012 : Smash de Theresa Rebeck (en)
- 2015 : The Secret Life of Marilyn Monroe (en) de Stephen Kronish, avec Kelli Garner.
- 2021 :  [vidéo] « Mort d’une icône - Le mystère Marilyn Monroe », Albert Knechtel, Ira Beetz (réalisation) sur Arte, 2021, 53 min.
- 2022 :  [vidéo] « Devenir Marylin », Michèle Dominici (réalisation), Agnès Jaoui, Georgia Scalliet (voix) sur Arte, 2022, 53 min (consulté le 19 février 2025).

#### Séries d'animation
La célèbre scène de Marilyn Monroe dans Sept Ans de réflexion, avec sa robe blanche qui s'envole, a été parodiée dans la série Les Simpson par le personnage de Marge Simpson, ou encore dans la série animée Famille Pirate (épisode 40, « L'alchimiste »).